# Stazioni della metropolitana di Berlino
Questa lista comprende tutte le stazioni della metropolitana di Berlino.
Attualmente la rete metropolitana comprende 194 stazioni e serve circa il 36% dei distretti di Berlino (in 35 quartieri su 95 c'è almeno una stazione della metropolitana): i quartieri, detti Ortsteil, con più stazioni sono Mitte (21 stazioni), Kreuzberg (16 stazioni) e Charlottenburg (13 stazioni). Hanno una sola stazione invece gli Ortsteil di Kaulsdorf, Rudow e Hansaviertel.

## Elenco

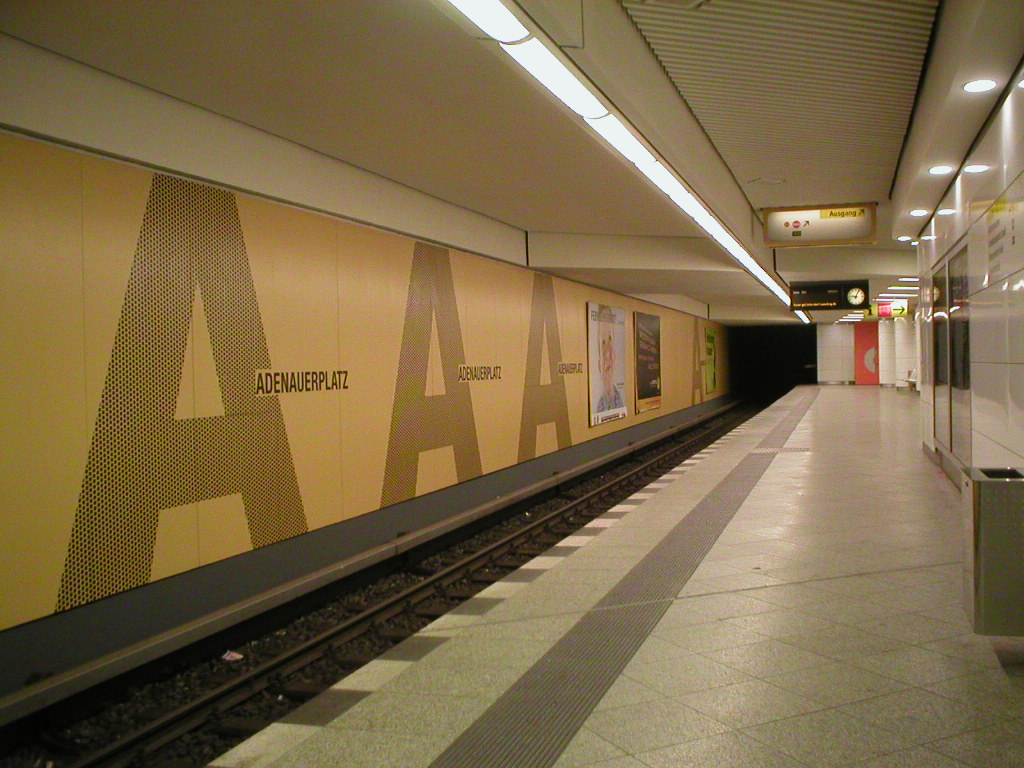
Adenauerplatz

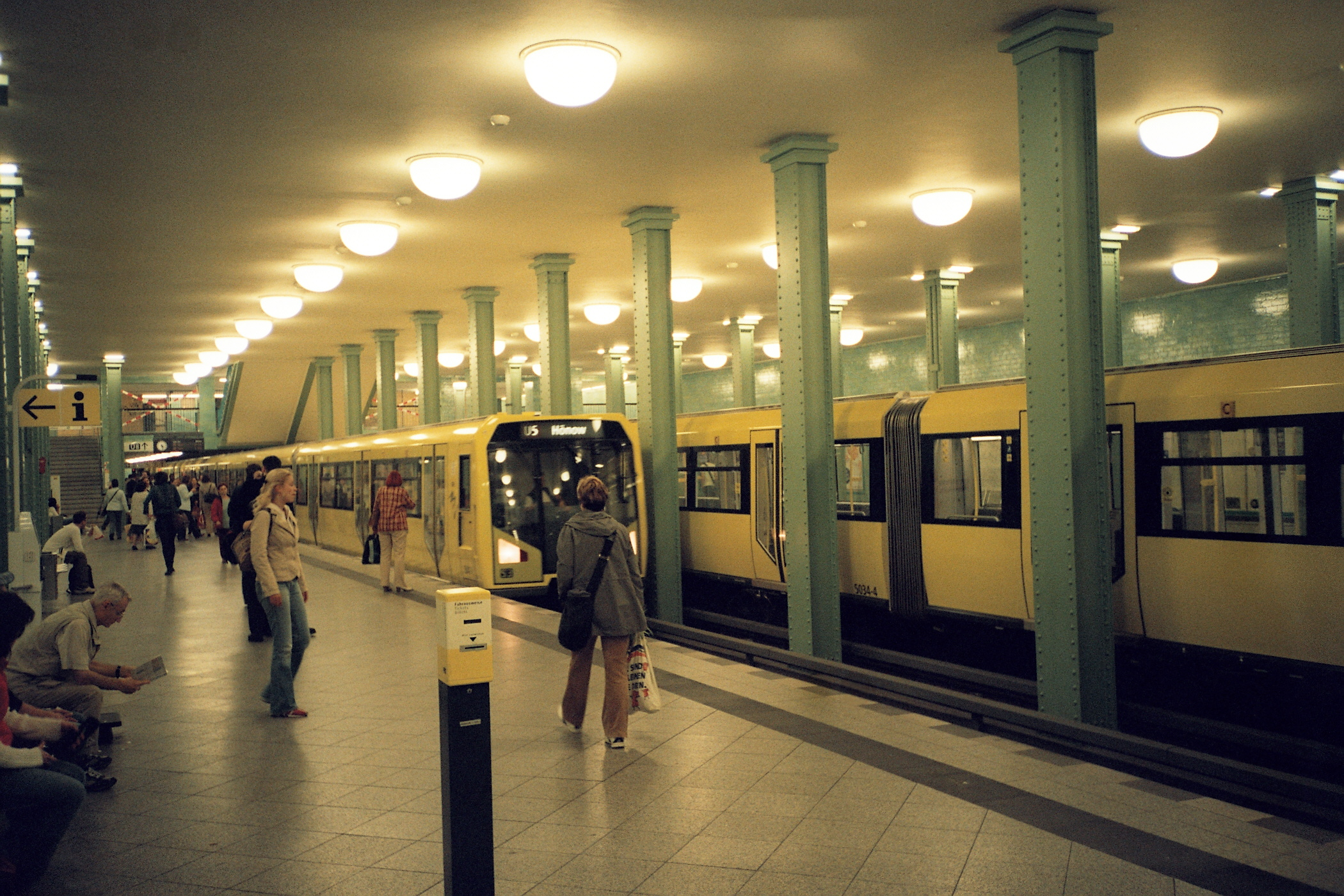
Alexanderplatz

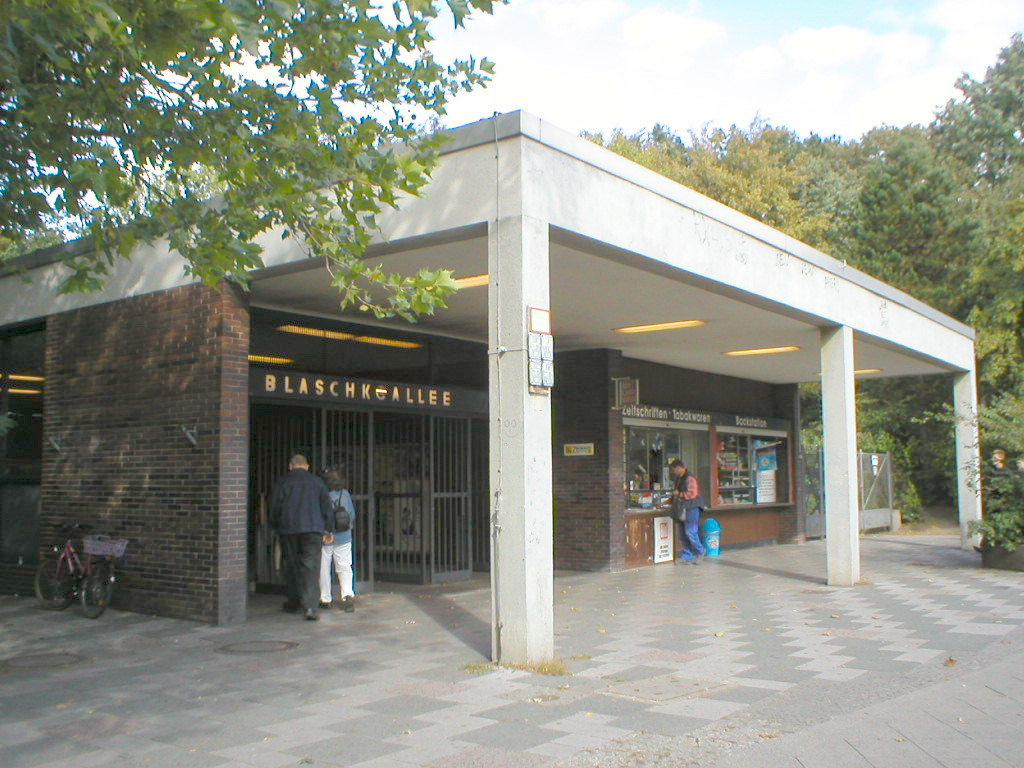
Blaschkoallee

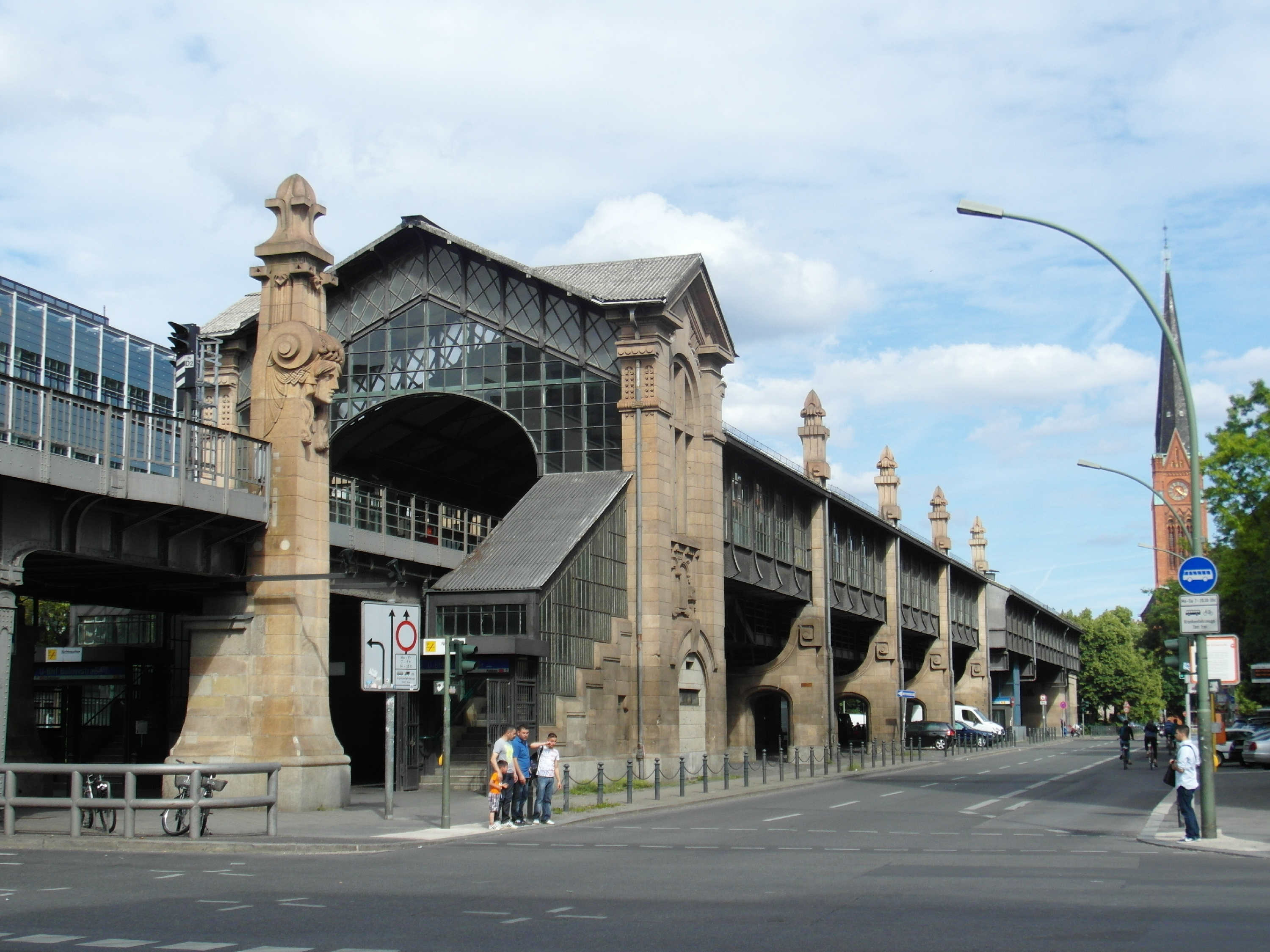
Bülowstraße

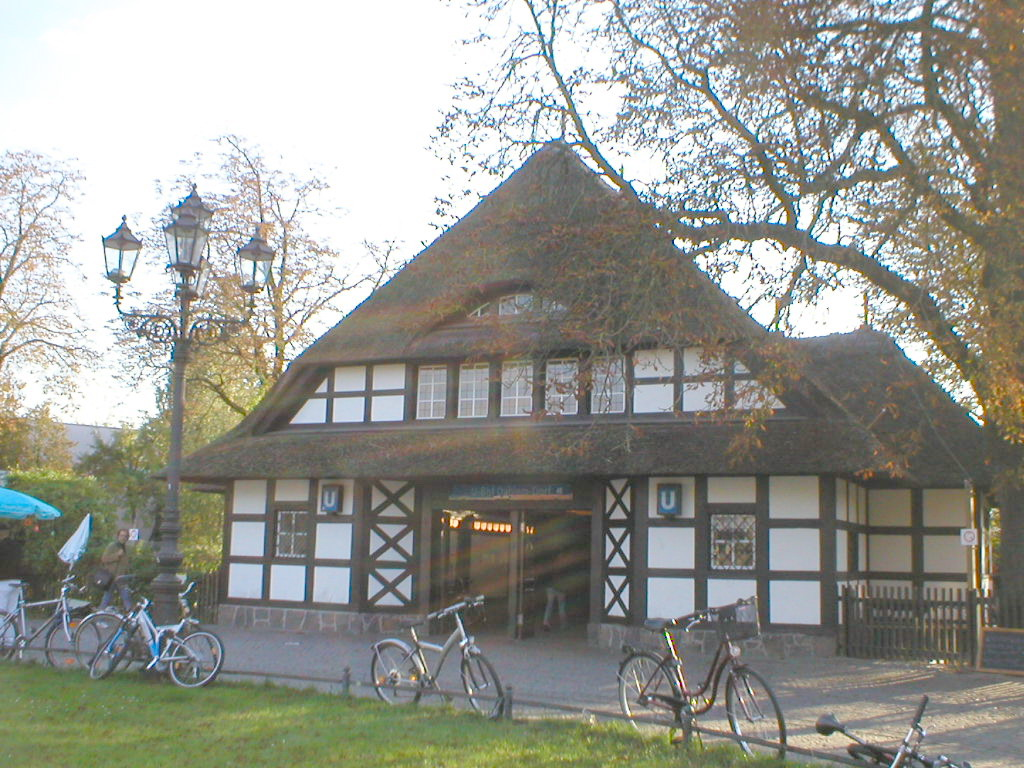
Dahlem-Dorf

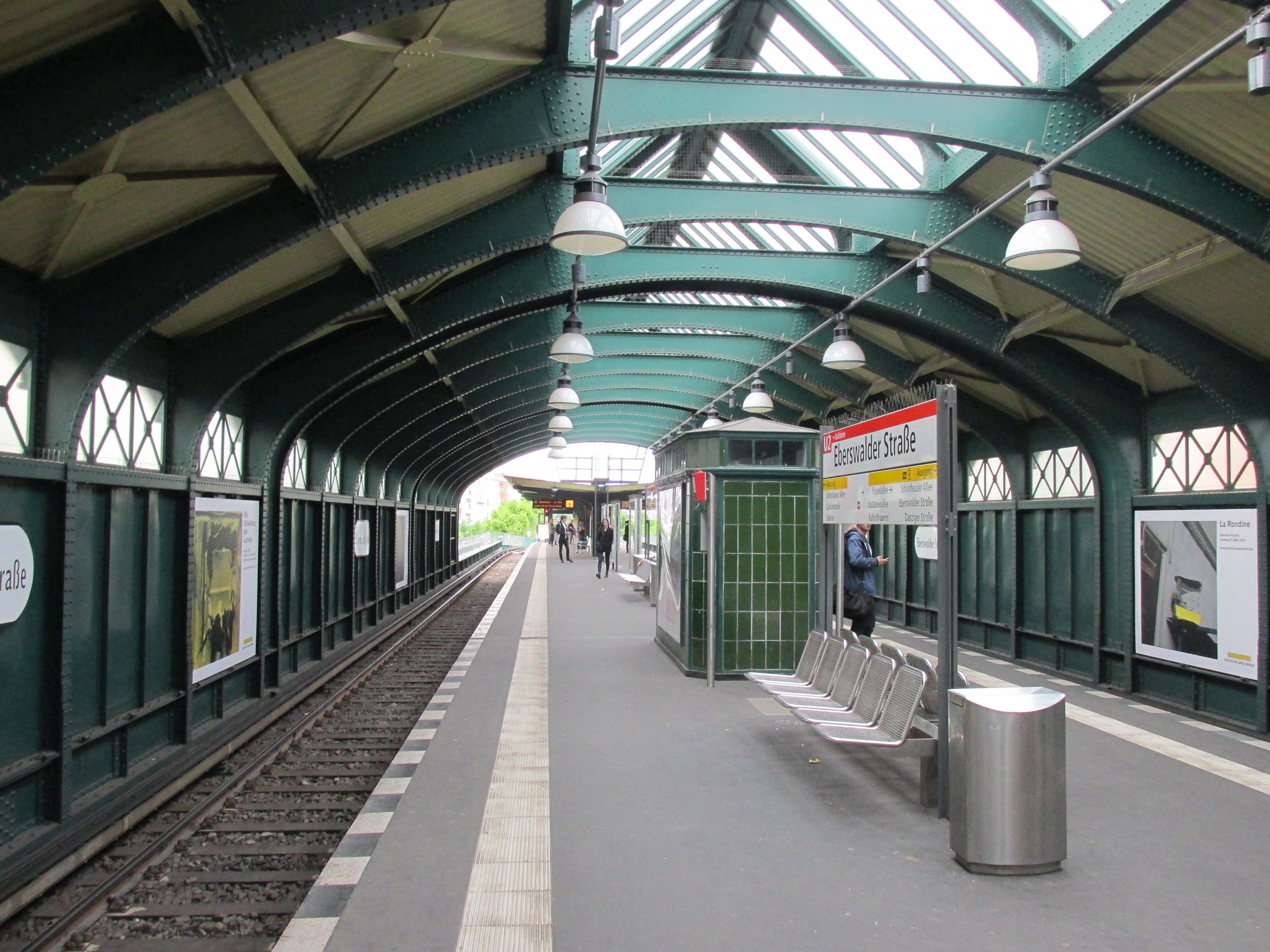
Eberswalder Straße

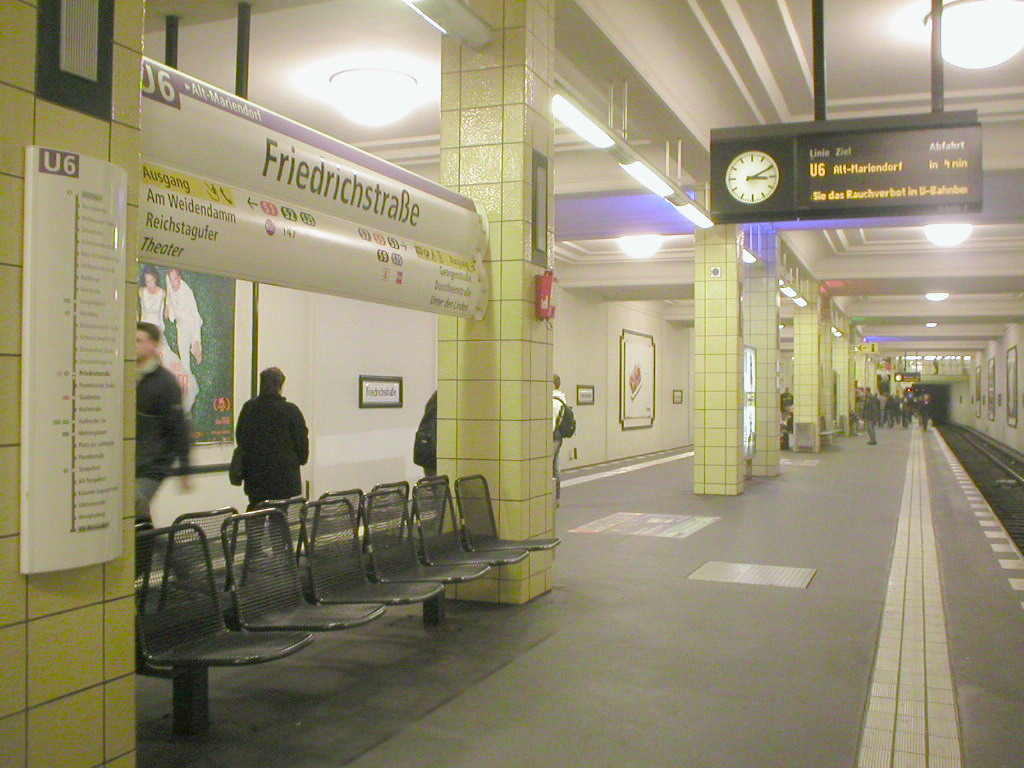
Friedrichstraße

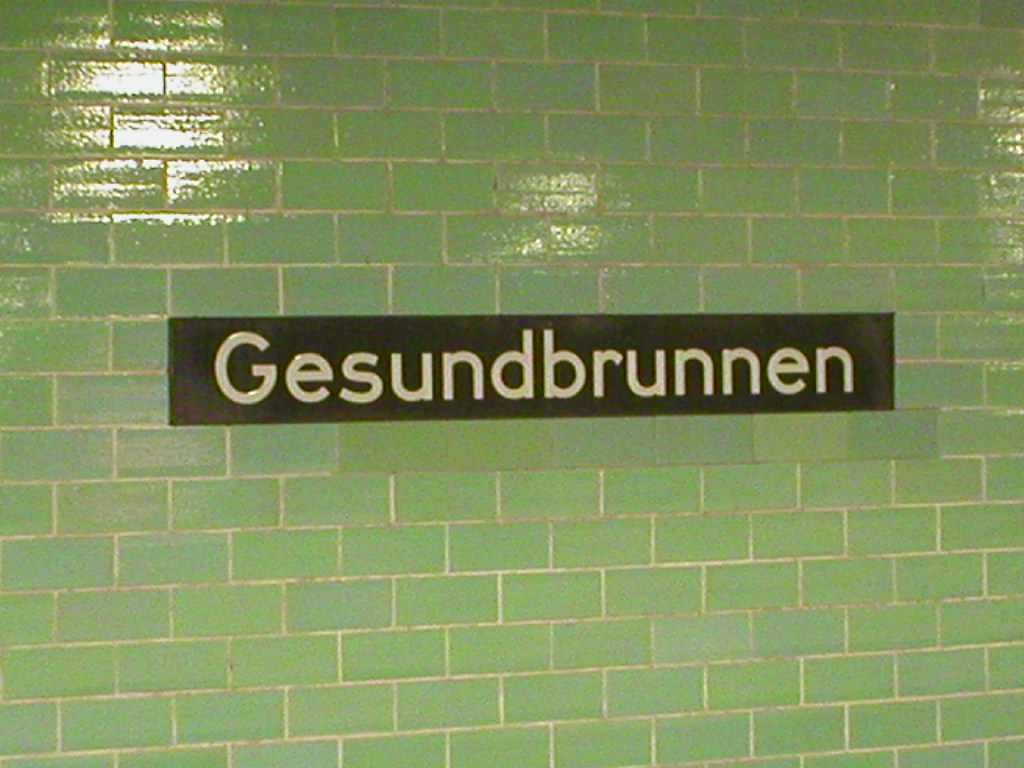
Gesundbrunnen

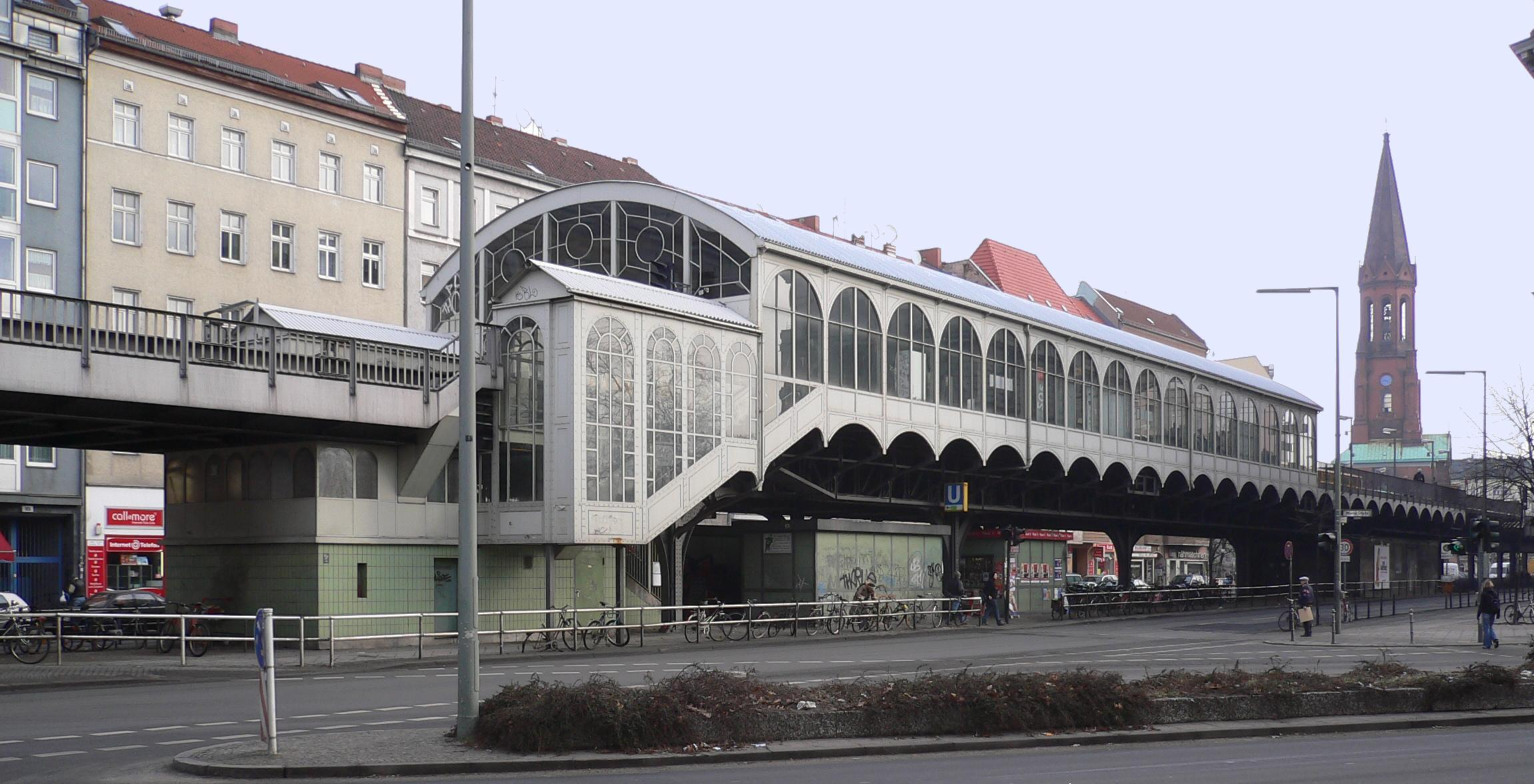
Görlitzer Bahnhof

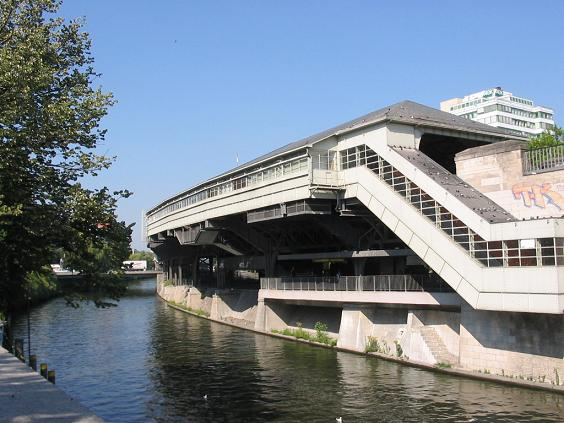
Hallesches Tor

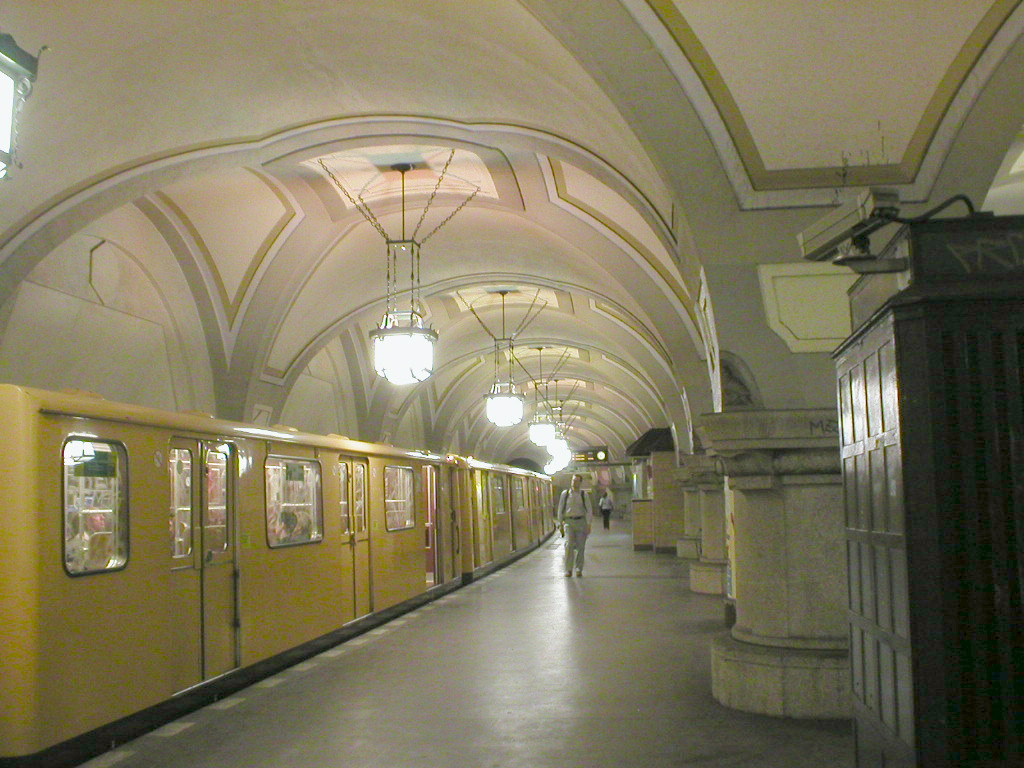
Heidelberger Platz

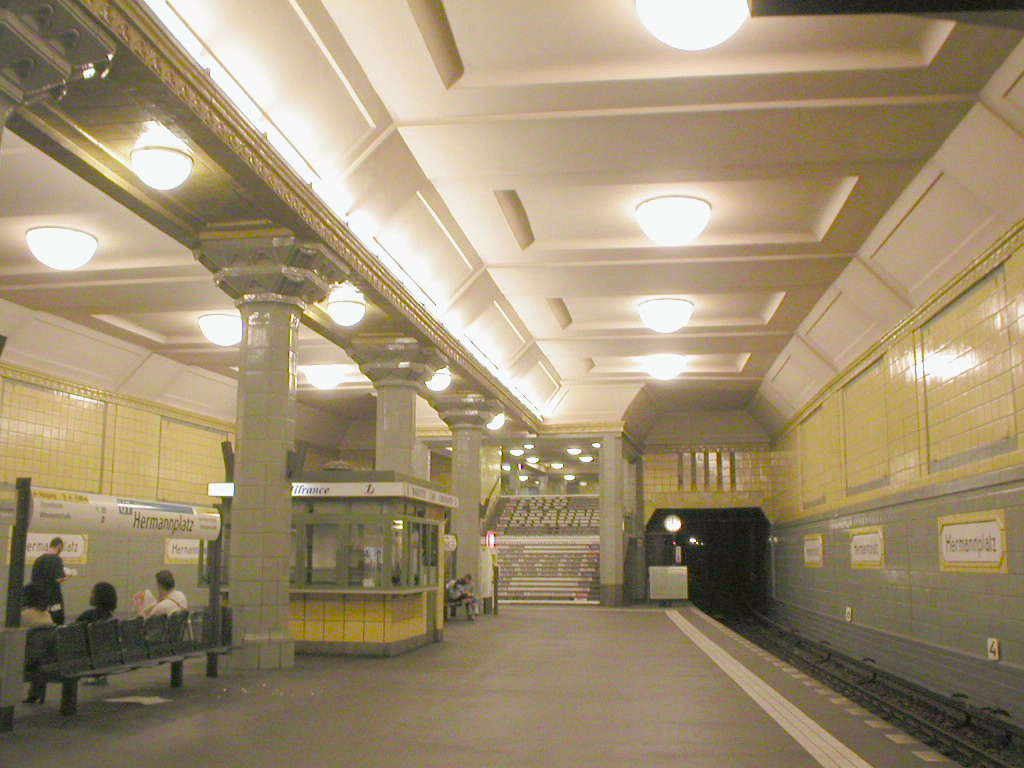
Hermannplatz

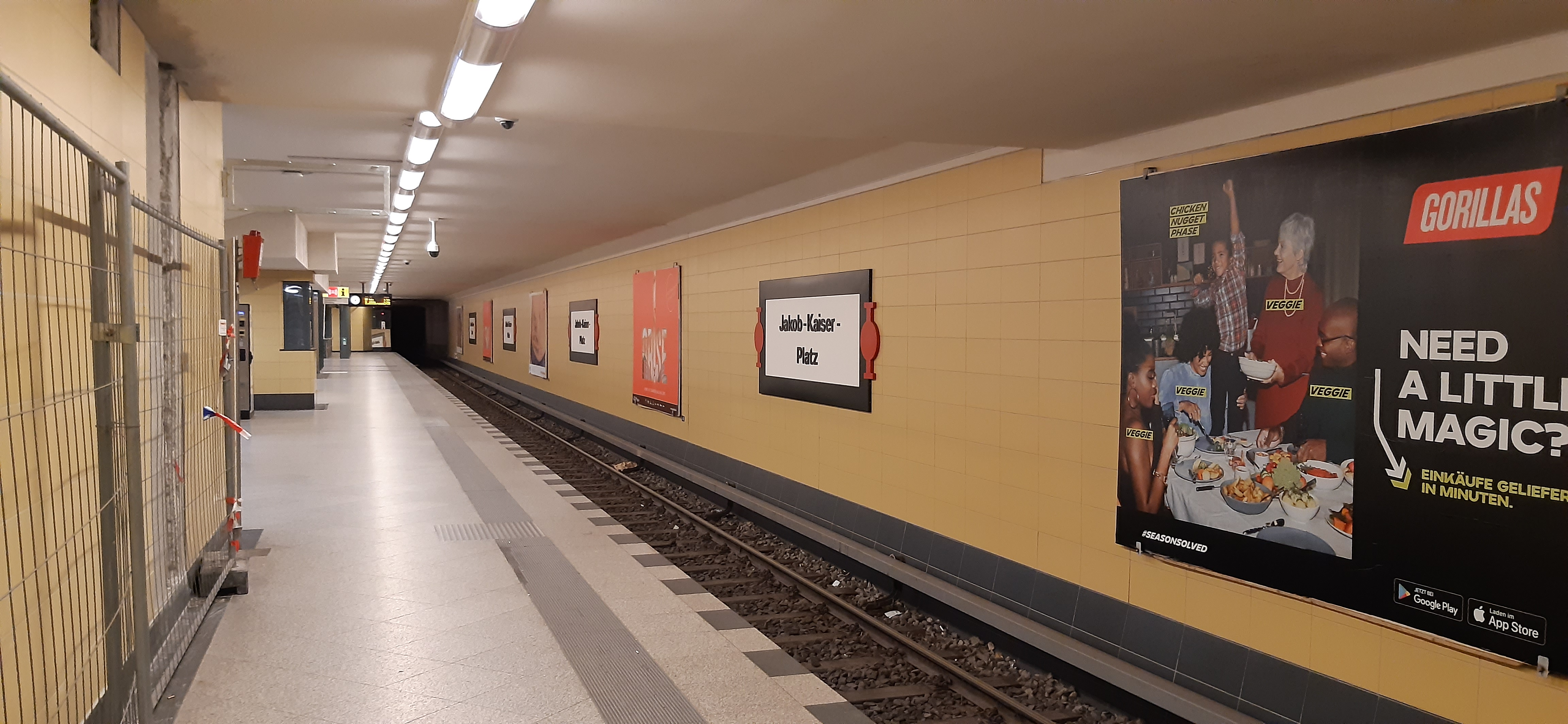
Jakob-Kaiser-Platz

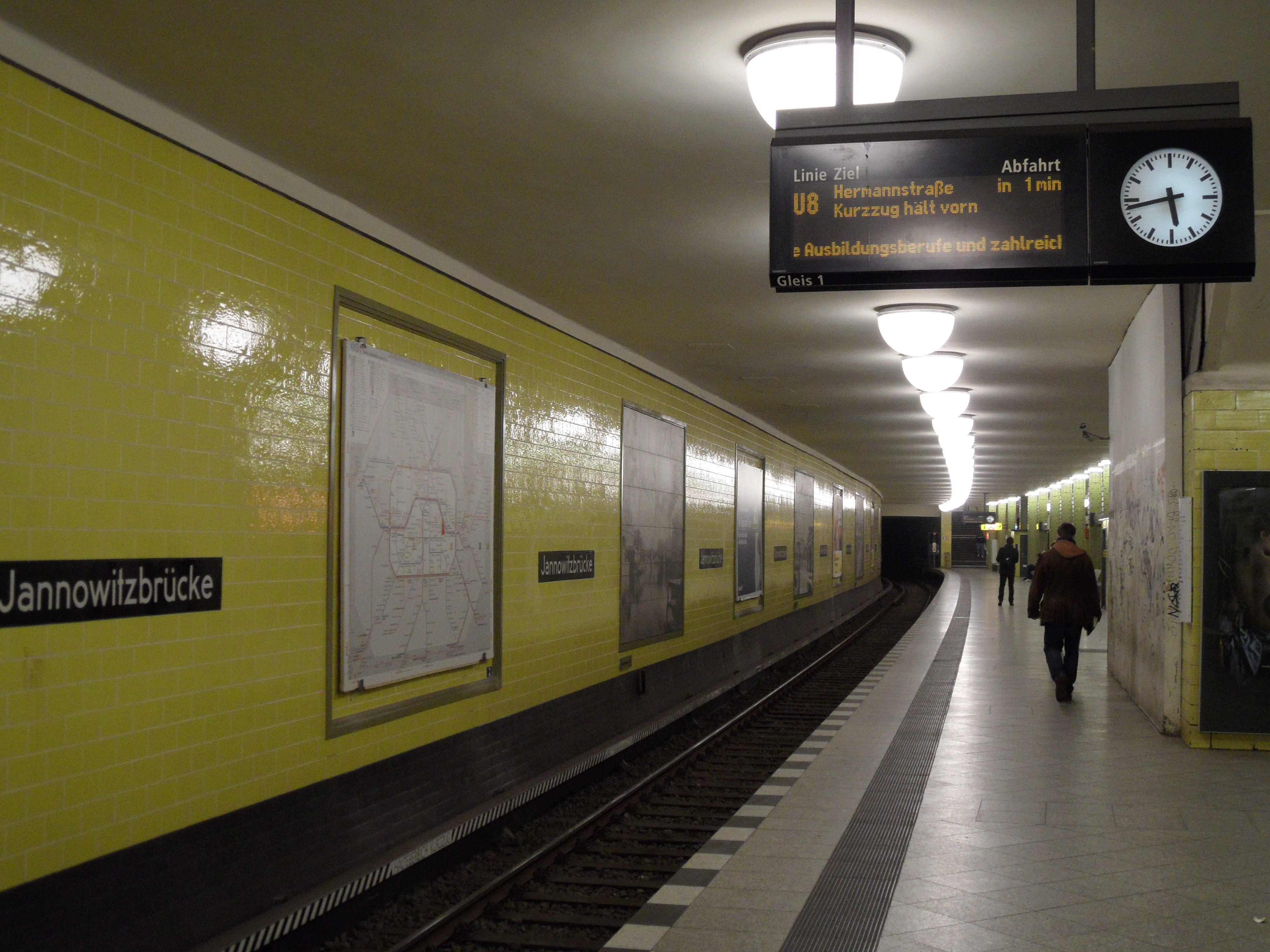
Jannowitzbrücke

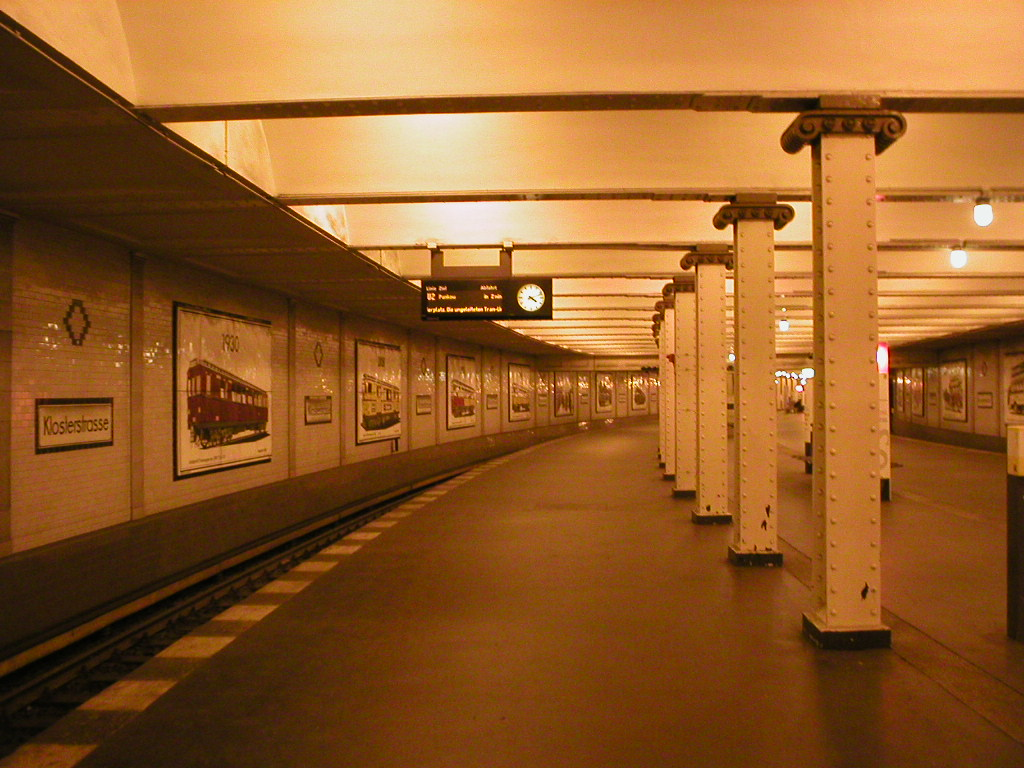
Klosterstraße

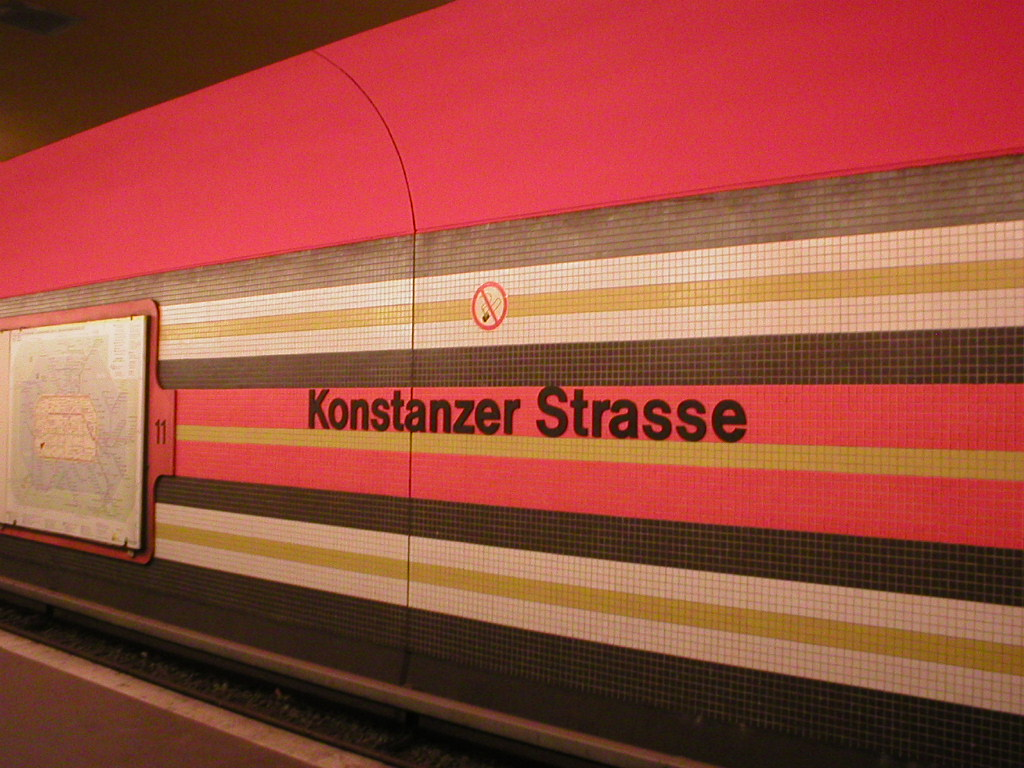
Konstanzer Straße

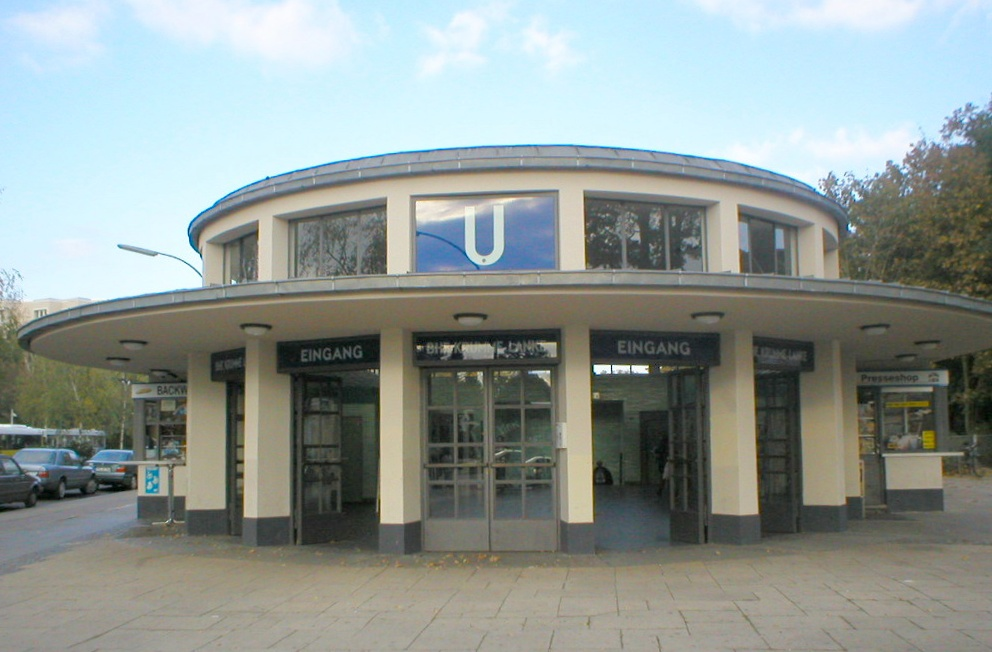
Krumme Lanke

Leinestraße

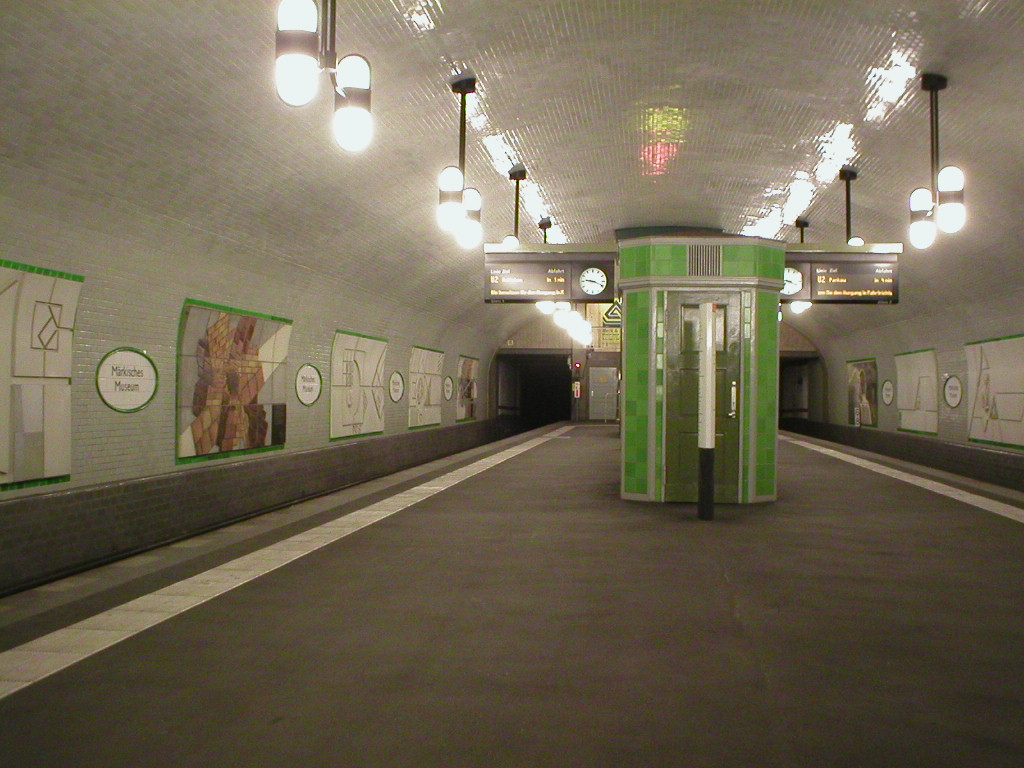
Märkisches Museum

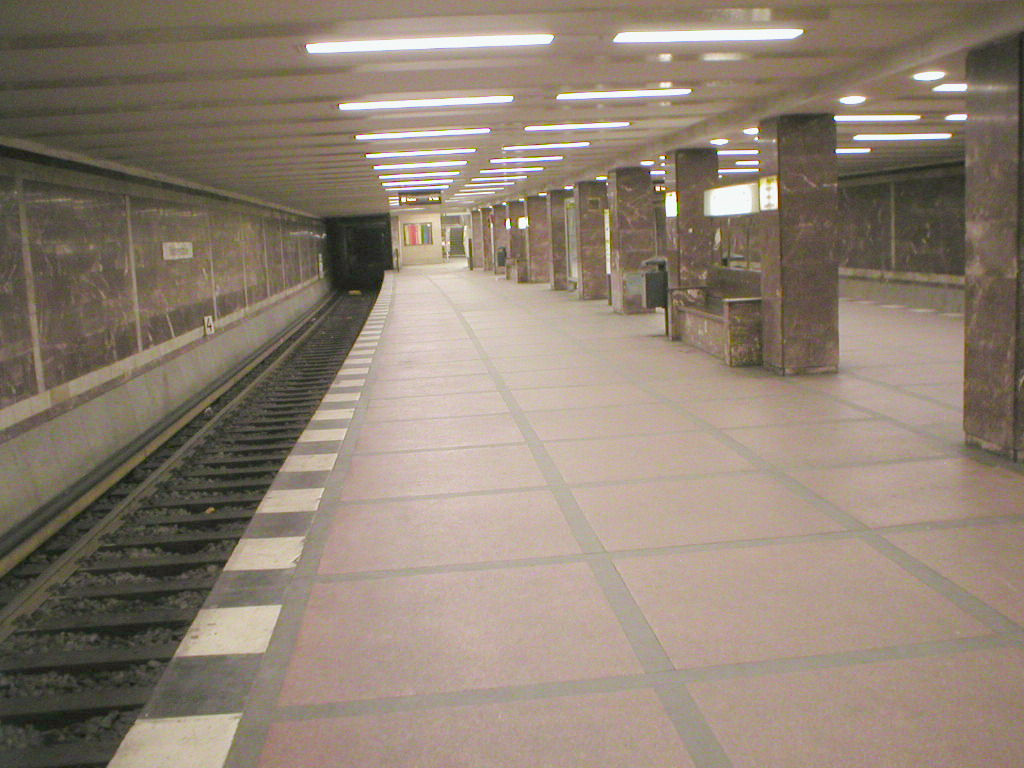
Mohrenstraße

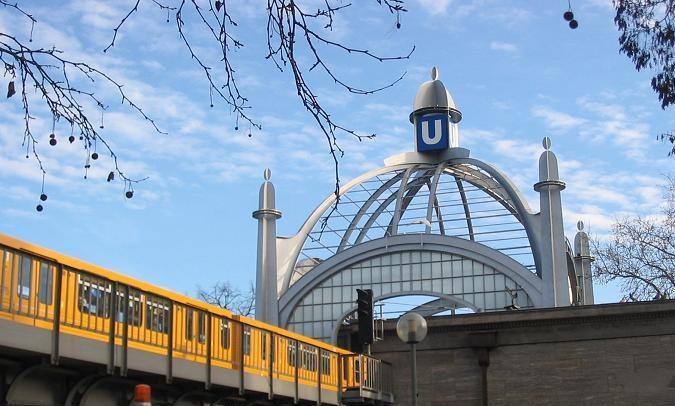
Nollendorfplatz

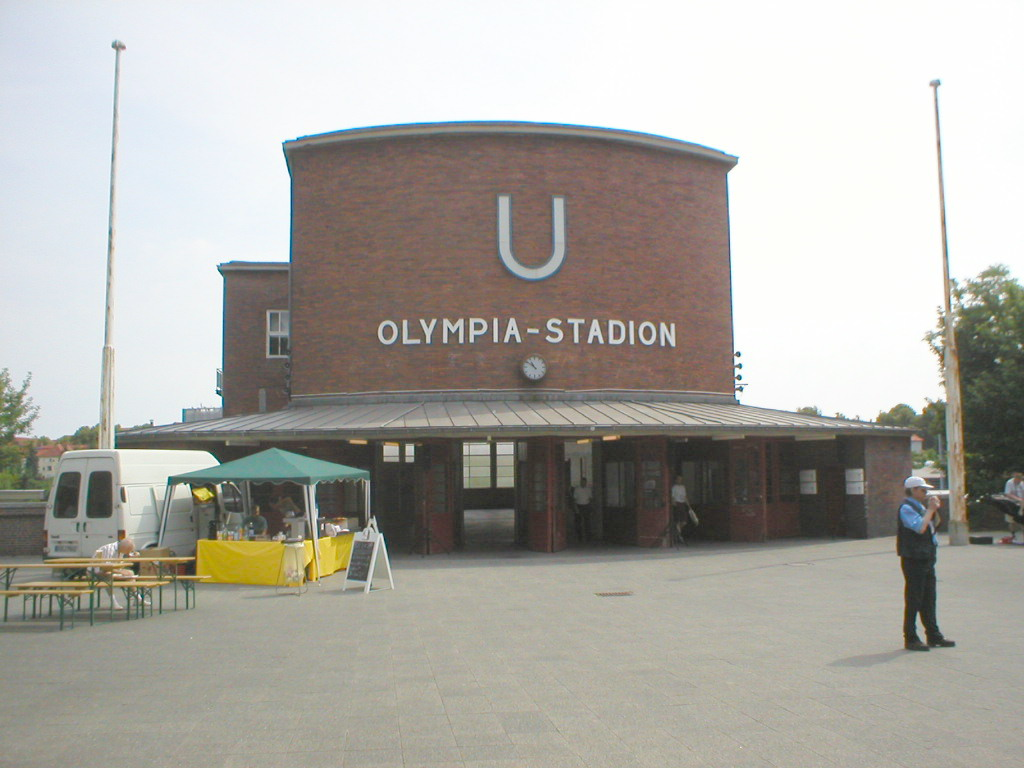
Olympia-Stadion

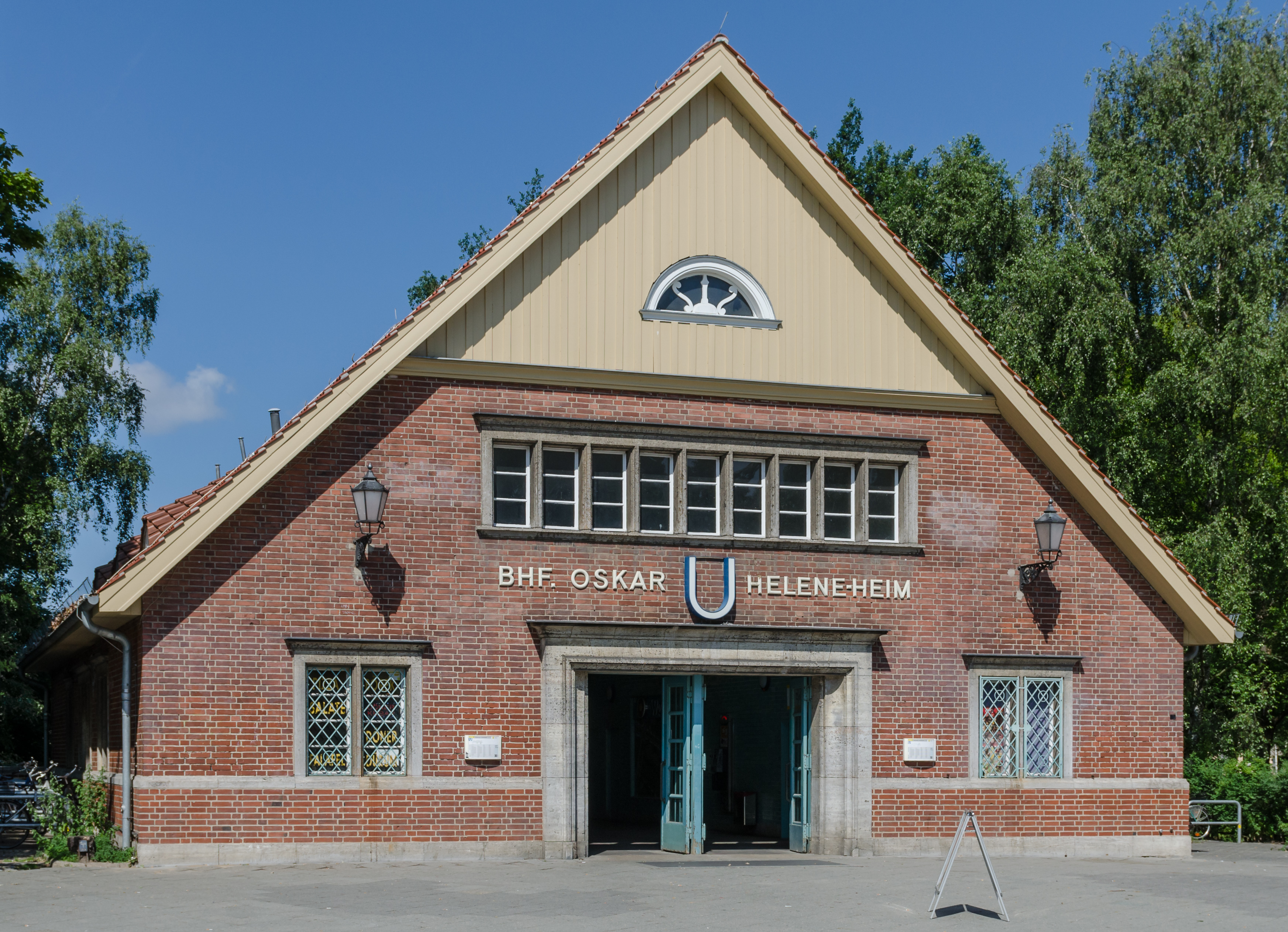
Oskar-Helene-Heim

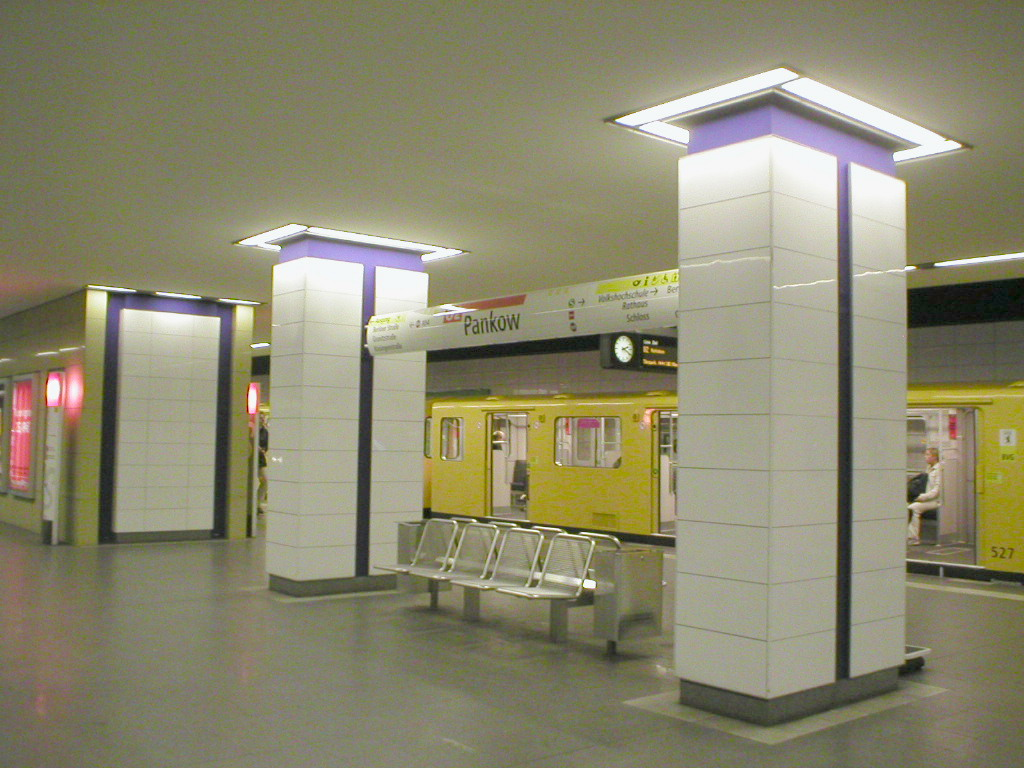
Pankow

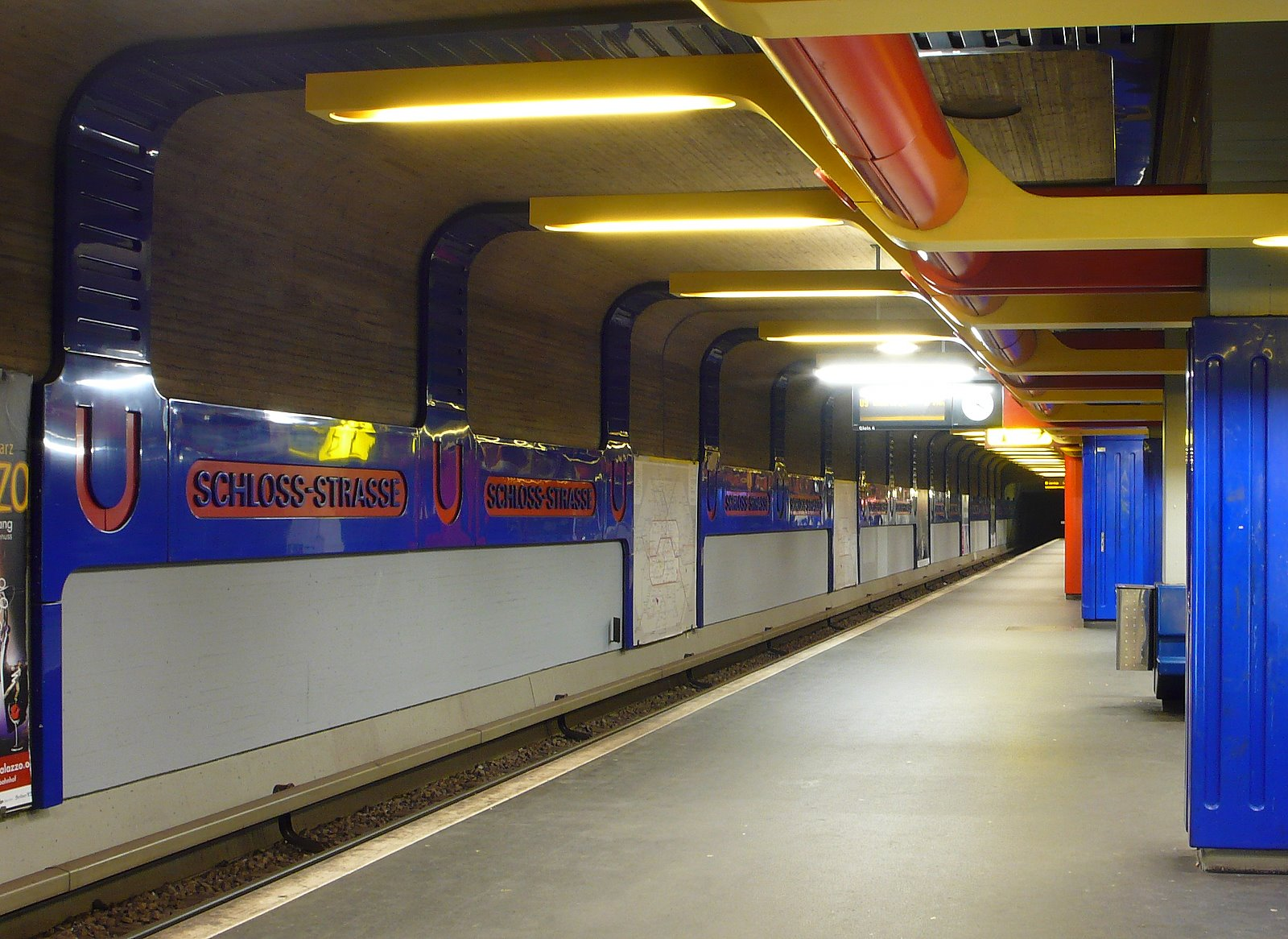
Schloßstraße

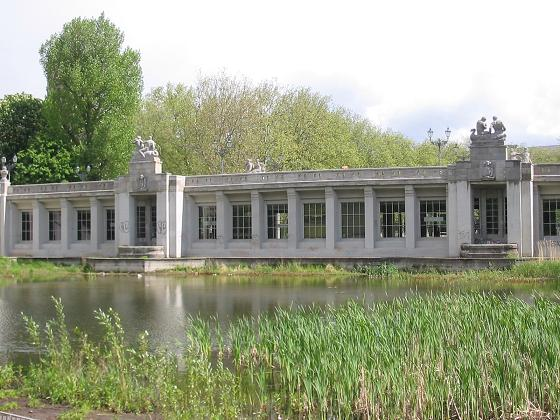
Rathaus Schöneberg

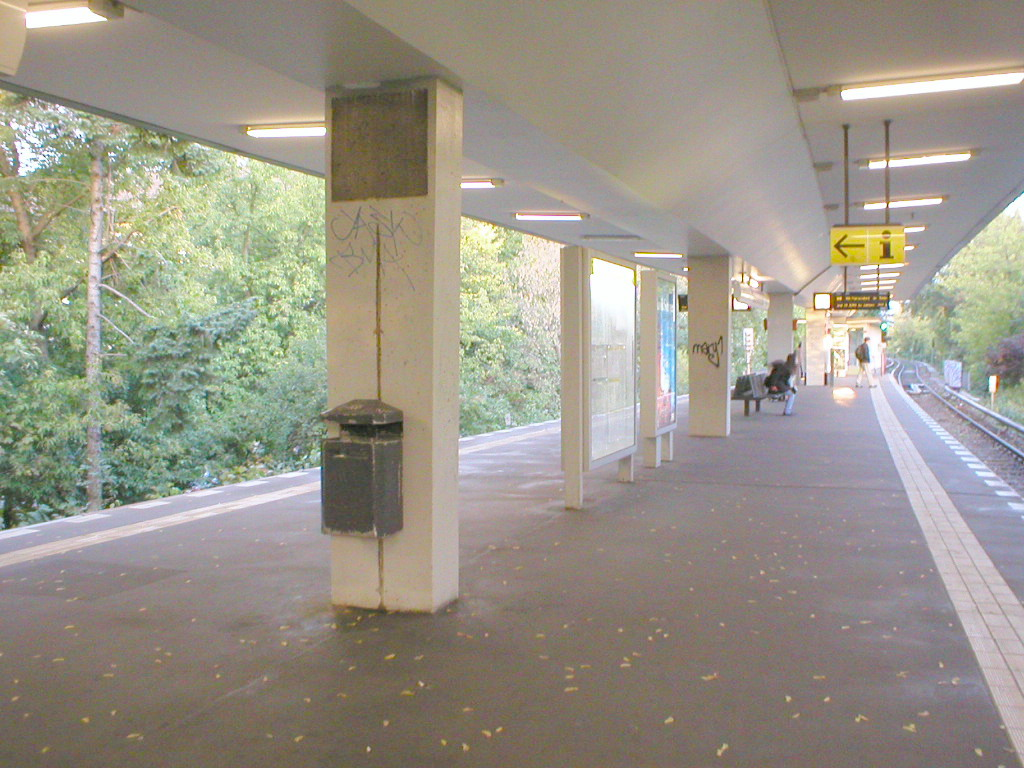
Scharnweberstraße

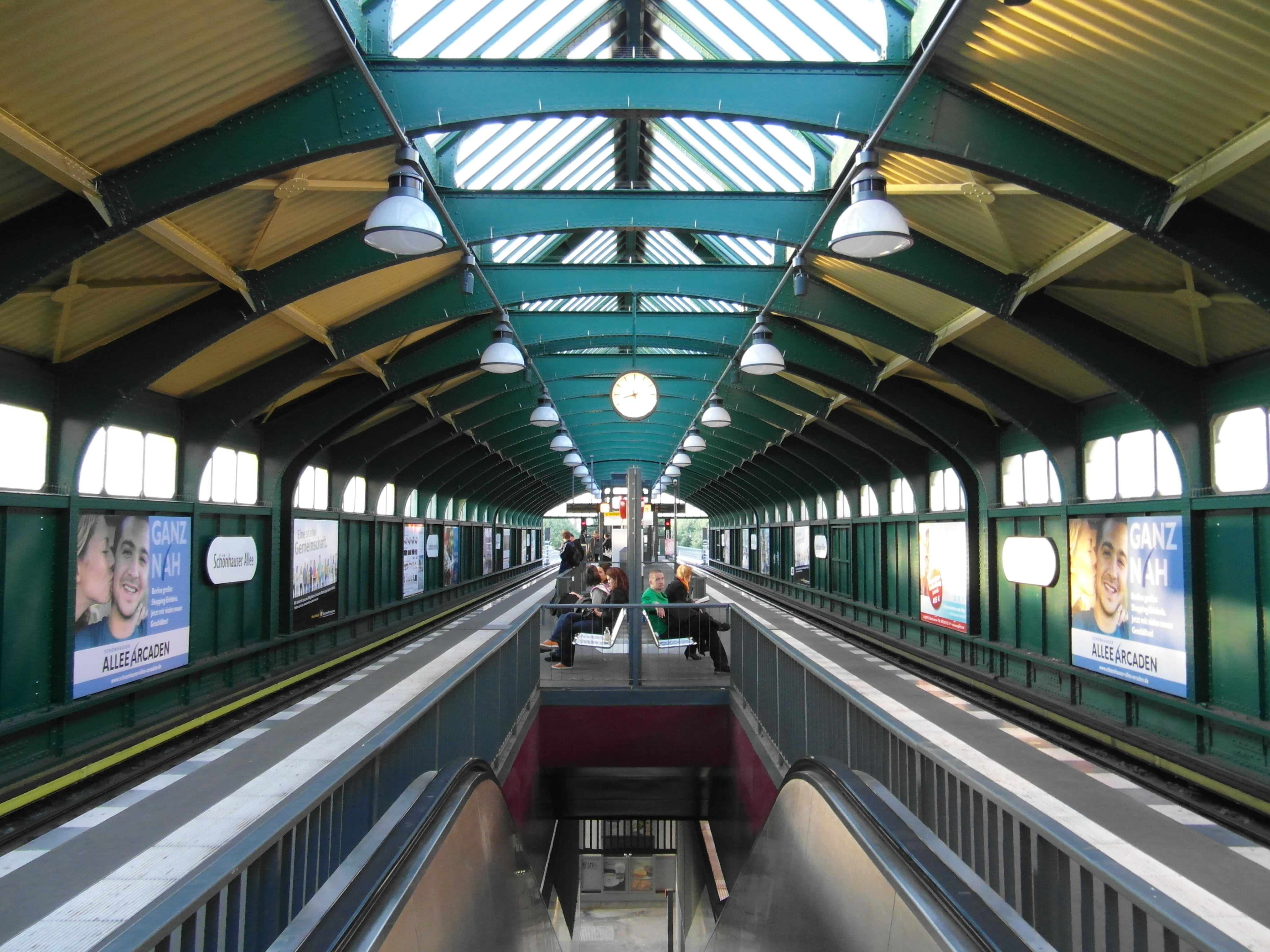
Schönhauser Allee

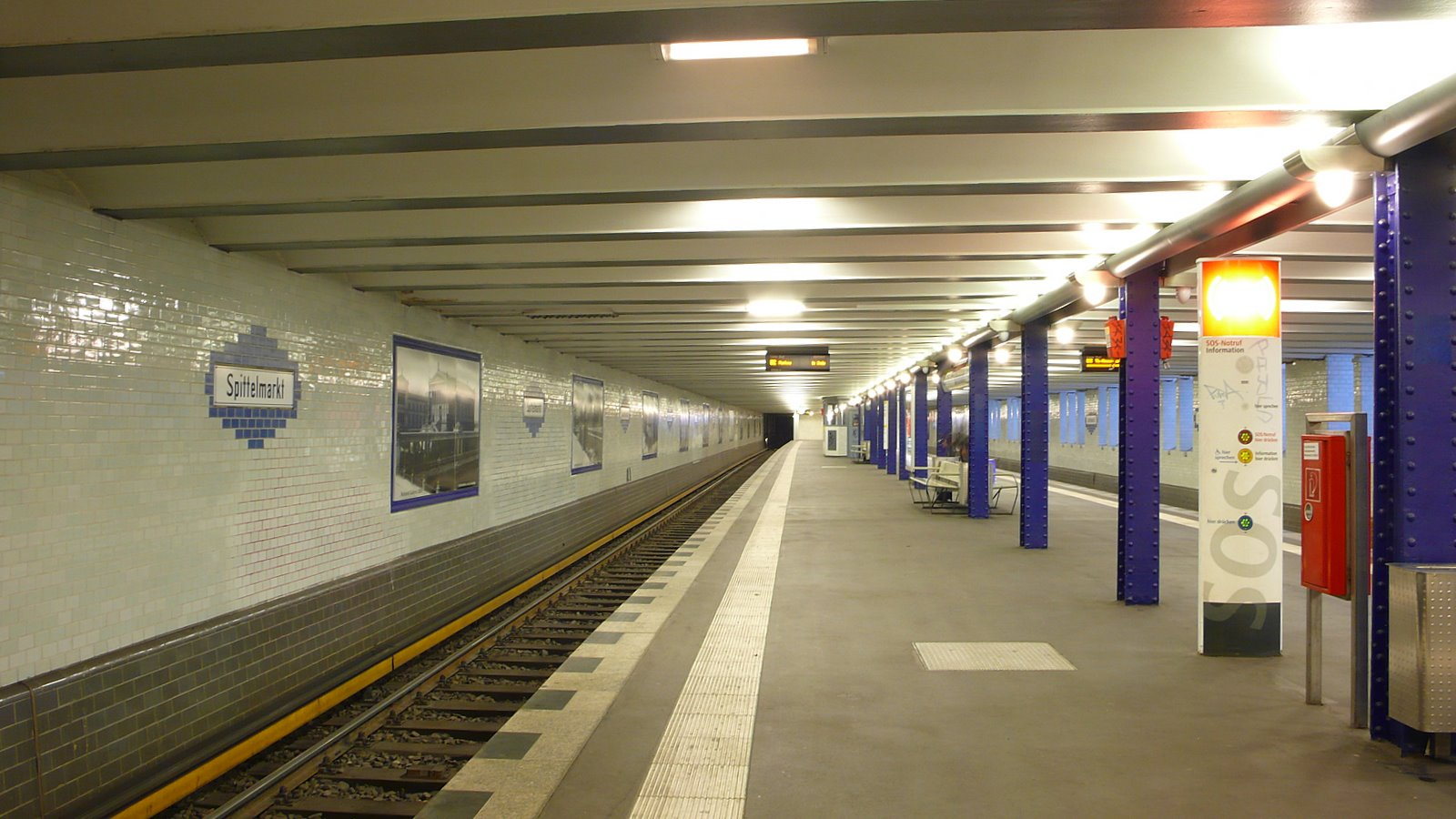
Spittelmarkt

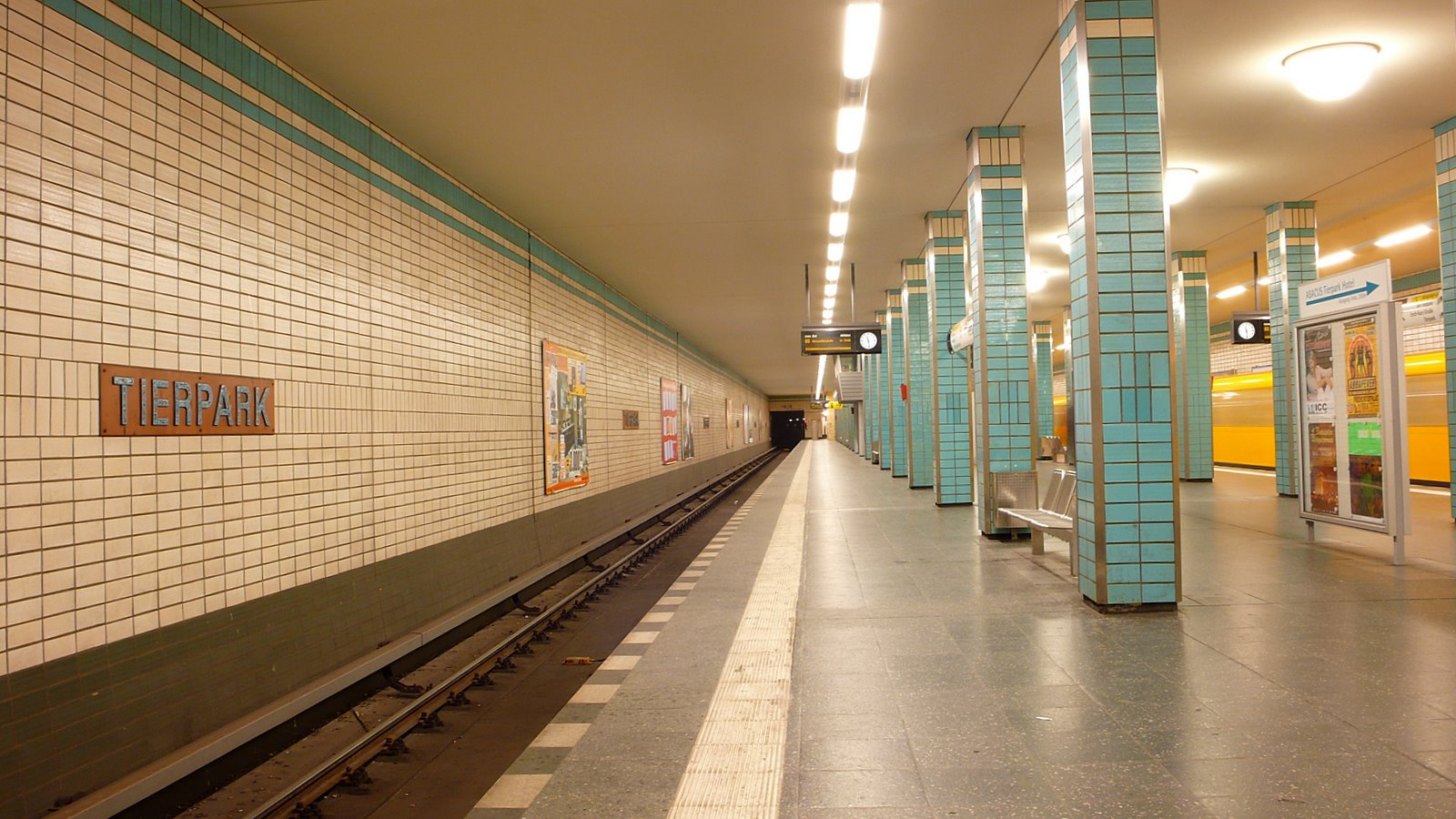
Tierpark

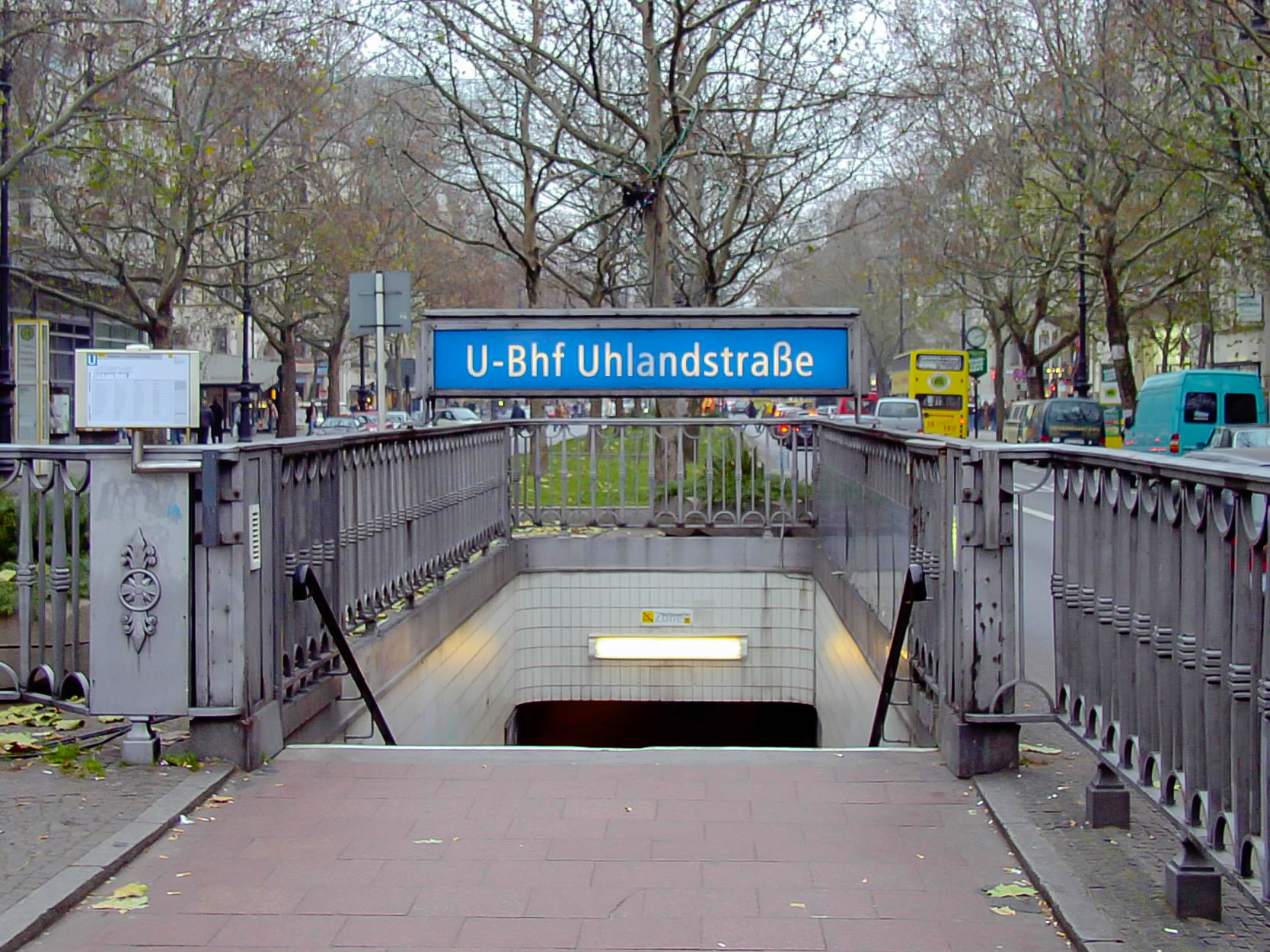
Uhlandstraße

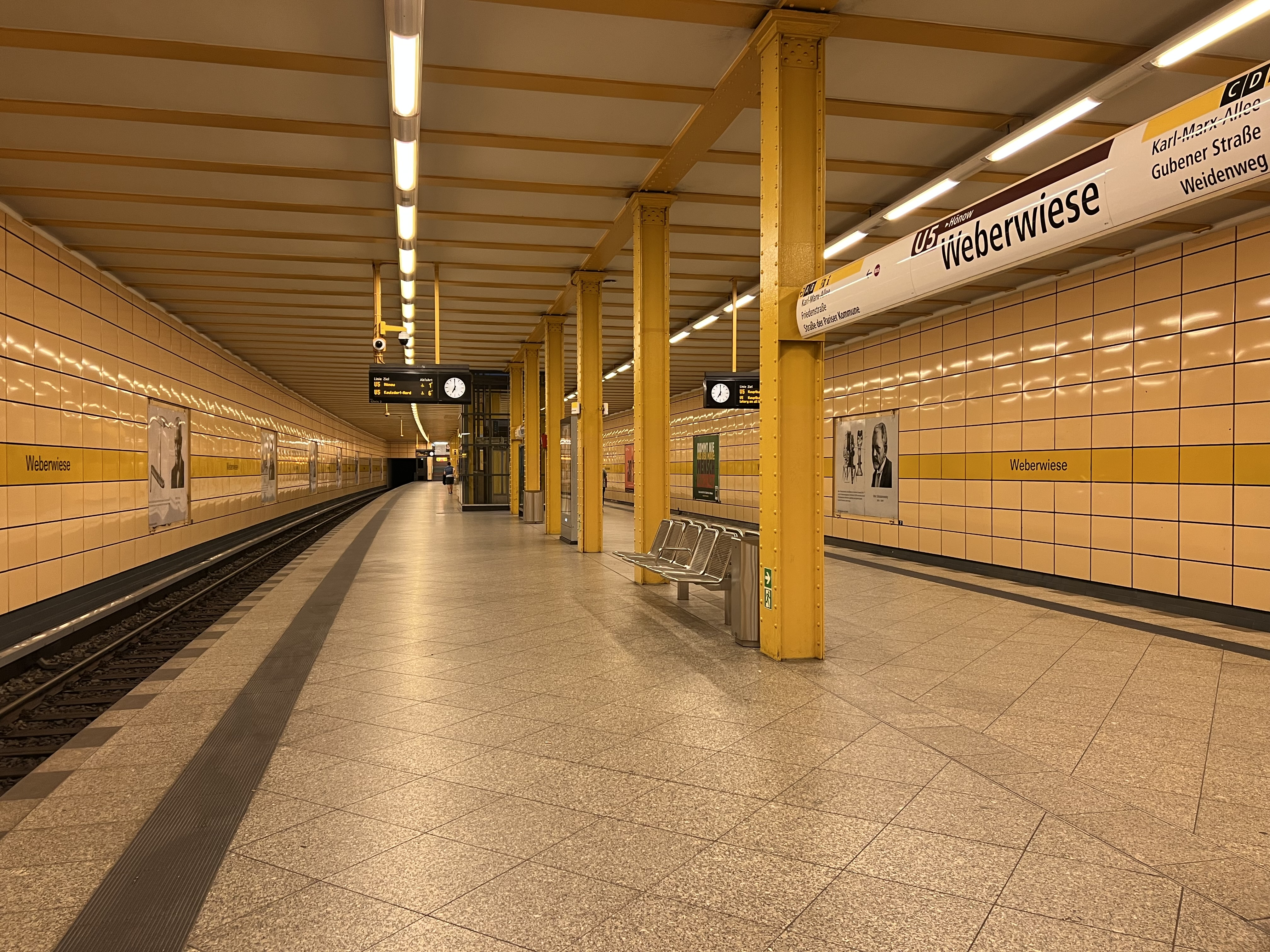
Weberwiese

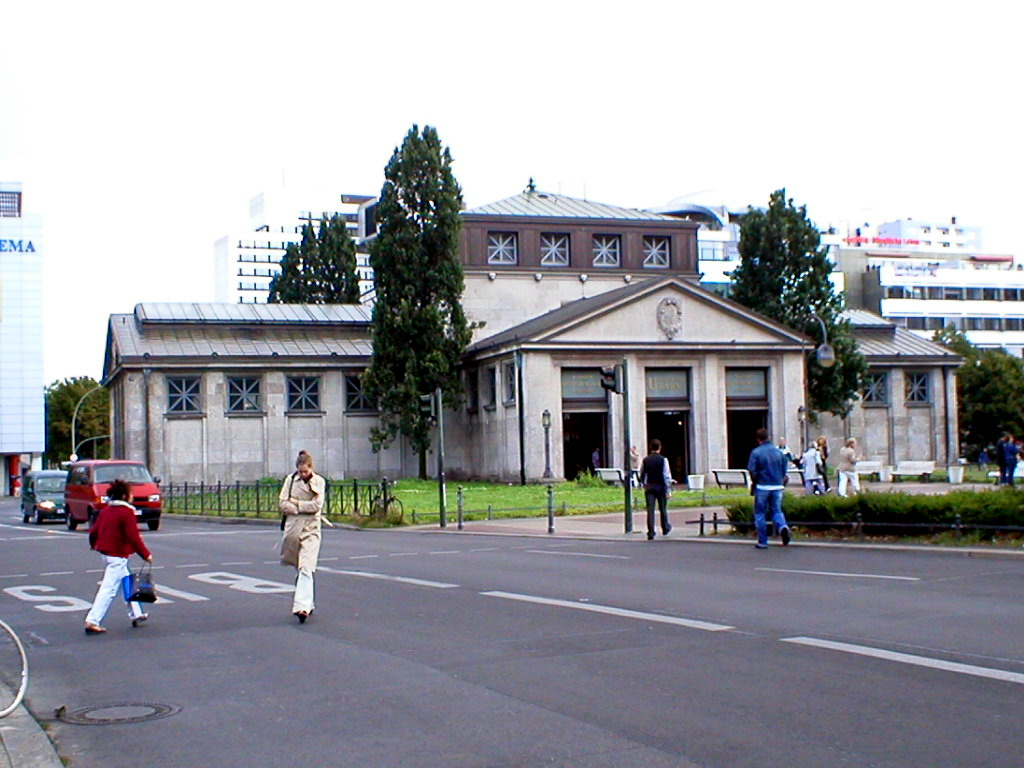
Wittenbergplatz

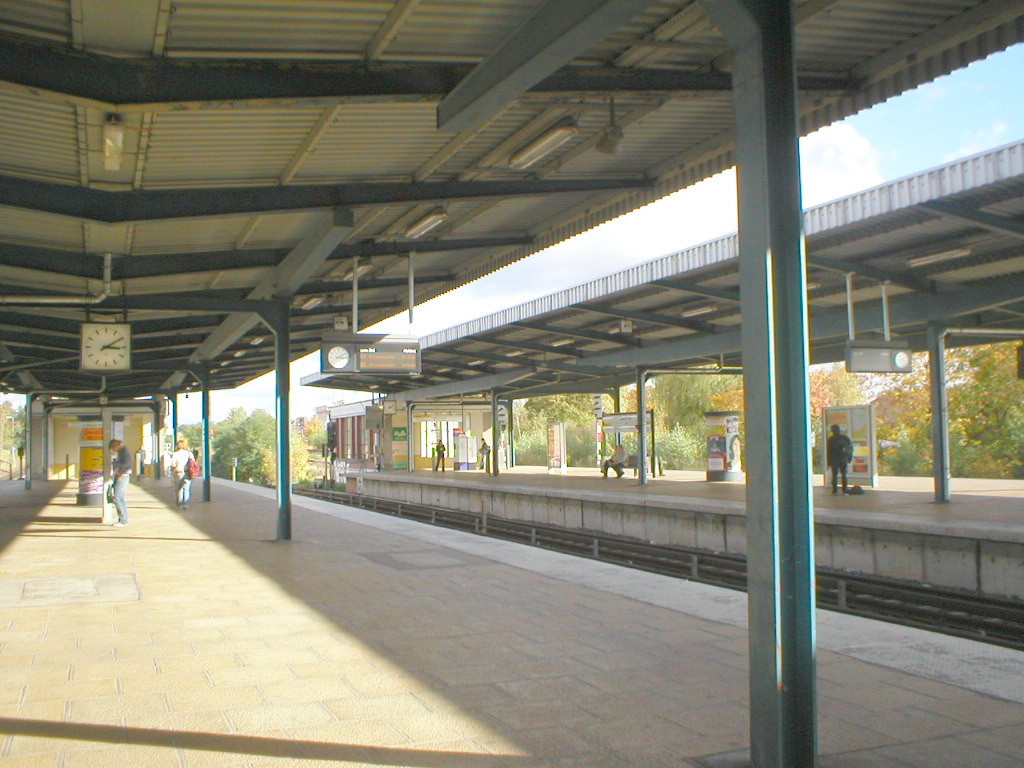
Wuhletal

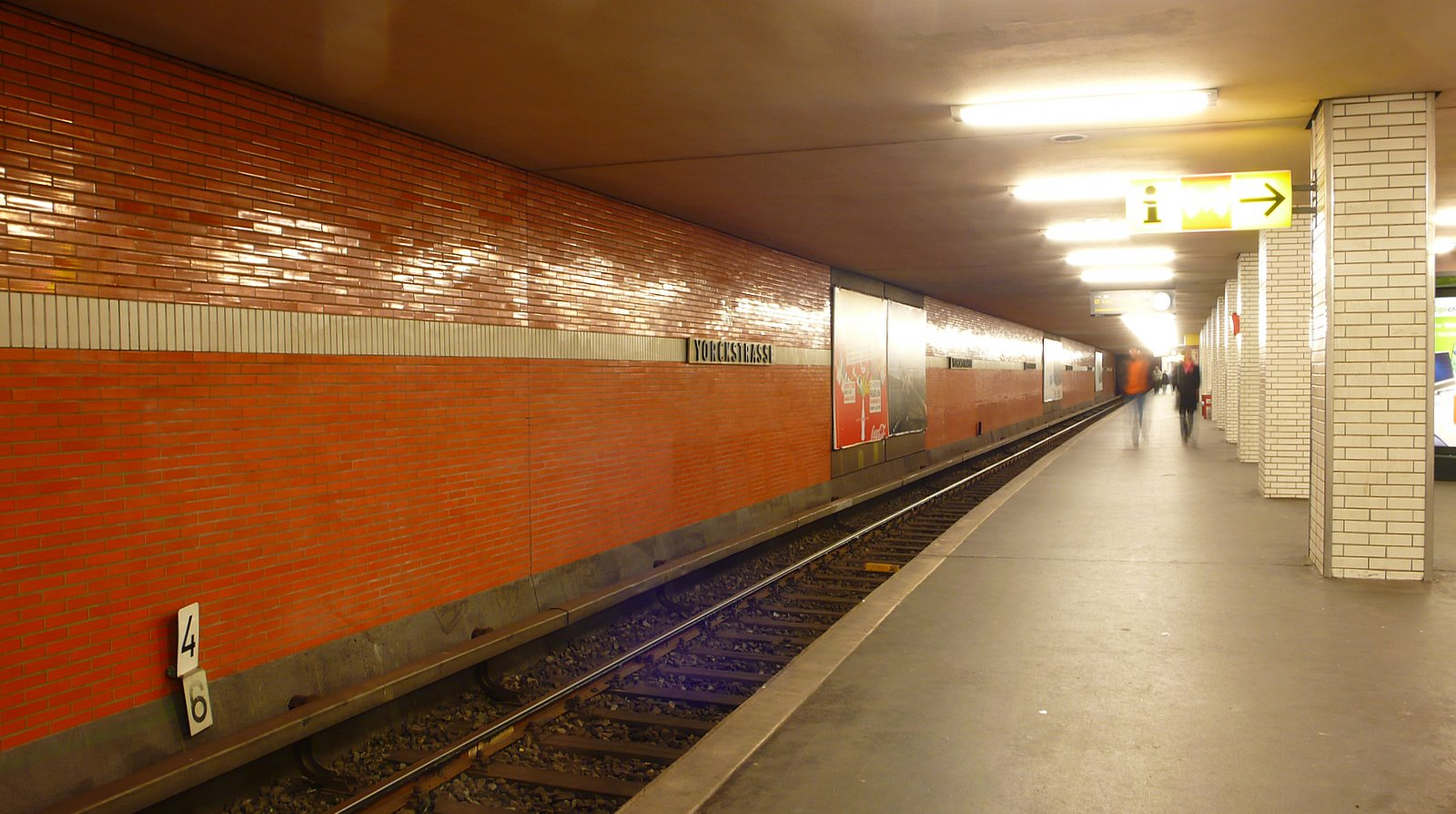
Yorckstraße

### A
| Stazione            | Linea            | Apertura         | Ubicazione  | Interscambio S-Bahn |
| ------------------- | ---------------- | ---------------- | ----------- | ------------------- |
| Adenauerplatz       |                  | 28 aprile 1978   | sotterranea | No                  |
| Afrikanische Straße |                  | 3 maggio 1956    | sotterranea | No                  |
| Alexanderplatz      |                  | 1º luglio 1913   | sotterranea | Sì                  |
| Alexanderplatz      | 21 dicembre 1930 |                  | sotterranea | Sì                  |
| Alexanderplatz      | 18 aprile 1930   |                  | sotterranea | Sì                  |
| Alt-Mariendorf      |                  | 28 febbraio 1966 | sotterranea | No                  |
| Alt-Tegel           |                  | 29 maggio 1958   | sotterranea | Sì                  |
| Alt-Tempelhof       |                  | 28 febbraio 1966 | sotterranea | No                  |
| Altstadt Spandau    |                  | 1º ottobre 1984  | sotterranea | No                  |
| Amrumer Straße      |                  | 28 agosto 1961   | sotterranea | No                  |
| Augsburger Straße   |                  | 8 maggio 1961    | sotterranea | No                  |

### B
| Stazione          | Linea           | Apertura                                                       | Ubicazione    | Interscambio S-Bahn |
| ----------------- | --------------- | -------------------------------------------------------------- | ------------- | ------------------- |
| Bayerischer Platz |                 | 1º dicembre 1910                                               | sotterranea   | No                  |
| Bayerischer Platz | 29 gennaio 1971 |                                                                | sotterranea   | No                  |
| Berliner Straße   |                 | 29 gennaio 1971                                                | sotterranea   | No                  |
| Berliner Straße   |                 | 29 gennaio 1971                                                | sotterranea   | No                  |
| Bernauer Straße   |                 | 18 aprile 1930                                                 | sotterranea   | No                  |
| Biesdorf-Süd      |                 | 1º luglio 1988                                                 | in superficie | No                  |
| Birkenstraße      |                 | 28 agosto 1961                                                 | sotterranea   | No                  |
| Bismarckstraße    |                 | 28 aprile 1978                                                 | sotterranea   | No                  |
| Bismarckstraße    |                 | 28 aprile 1978                                                 | sotterranea   | No                  |
| Blaschkoallee     |                 | 28 settembre 1963                                              | sotterranea   | No                  |
| Blissestraße      |                 | 29 gennaio 1971                                                | sotterranea   | No                  |
| Boddinstraße      |                 | 17 luglio 1927                                                 | sotterranea   | No                  |
| Borsigwerke       |                 | 31 maggio 1958                                                 | sotterranea   | No                  |
| Breitenbachplatz  |                 | 12 ottobre 1913                                                | sotterranea   | No                  |
| Brandenburger Tor |                 | 8 agosto 2009 (come linea U55) 4 dicembre 2020 (come linea U5) | sotterranea   | Sì                  |
| Britz-Süd         |                 | 29 settembre 1963                                              | sotterranea   | No                  |
| Bülowstraße       |                 | 11 marzo 1992                                                  | in superficie | No                  |
| Bundestag         |                 | 8 agosto 2009 (come linea U55)                                 | sotterranea   | No                  |
| Bundesplatz       |                 | 29 gennaio 1971                                                | sotterranea   | Sì                  |

### C
| Stazione         | Linea | Apertura       | Ubicazione    | Interscambio S-Bahn |
| ---------------- | ----- | -------------- | ------------- | ------------------- |
| Cottbusser Platz |       | 1º luglio 1989 | in superficie | No                  |

### D
| Stazione      | Linea | Apertura        | Ubicazione    | Interscambio S-Bahn |
| ------------- | ----- | --------------- | ------------- | ------------------- |
| Dahlem-Dorf   |       | 12 ottobre 1913 | in superficie | No                  |
| Deutsche Oper |       | 14 maggio 1906  | sotterranea   | No                  |

### E
| Stazione            | Linea | Apertura         | Ubicazione    | Interscambio S-Bahn |
| ------------------- | ----- | ---------------- | ------------- | ------------------- |
| Eberswalder Straße  |       | 27 luglio 1913   | in superficie | No                  |
| Eisenacher Straße   |       | 29 gennaio 1971  | sotterranea   | No                  |
| Elsterwerdaer Platz |       | 21 luglio 1988   | in superficie | No                  |
| Ernst-Reuter-Platz  |       | 14 dicembre 1902 | sotterranea   | No                  |

### F
| Stazione                       | Linea           | Apertura         | Ubicazione    | Interscambio S-Bahn |
| ------------------------------ | --------------- | ---------------- | ------------- | ------------------- |
| Fehrbelliner Platz             |                 | 12 ottobre 1913  | sotterranea   | No                  |
| Fehrbelliner Platz             | 29 gennaio 1971 |                  | sotterranea   | No                  |
| Frankfurter Allee              |                 | 21 dicembre 1930 | sotterranea   | Sì                  |
| Frankfurter Tor                |                 | 21 dicembre 1930 | sotterranea   | No                  |
| Franz-Neumann-Platz            |                 | 27 aprile 1987   | sotterranea   | No                  |
| Freie Universität (Thielplatz) |                 | 12 ottobre 1913  | in superficie | No                  |
| Friedrichsfelde                |                 | 21 dicembre 1930 | sotterranea   | Sì                  |
| Friedrichstraße                |                 | 30 gennaio 1923  | sotterranea   | No                  |
| Friedrich-Wilhelm-Platz        |                 | 29 gennaio 1971  | sotterranea   | No                  |

### G
| Stazione          | Linea | Apertura         | Ubicazione    | Interscambio S-Bahn |
| ----------------- | ----- | ---------------- | ------------- | ------------------- |
| Gesundbrunnen     |       | 18 aprile 1930   | sotterranea   | Sì                  |
| Gleisdreieck      |       | 3 novembre 1912  | in superficie | No                  |
| Gleisdreieck      |       | 3 novembre 1912  | in superficie | No                  |
| Gleisdreieck      |       | 3 novembre 1912  | in superficie | No                  |
| Gneisenaustraße   |       | 19 aprile 1924   | sotterranea   | No                  |
| Görlitzer Bahnhof |       | 18 febbraio 1902 | in superficie | No                  |
| Görlitzer Bahnhof |       | 18 febbraio 1902 | in superficie | No                  |
| Grenzallee        |       | 21 dicembre 1930 | sotterranea   | No                  |
| Güntzelstraße     |       | 29 gennaio 1971  | sotterranea   | No                  |

### H
| Stazione              | Linea          | Apertura                       | Ubicazione    | Interscambio S-Bahn |
| --------------------- | -------------- | ------------------------------ | ------------- | ------------------- |
| Halemweg              |                | 1º ottobre 1980                | sotterranea   | No                  |
| Hallesches Tor        |                | 18 febbraio 1902               | in superficie | No                  |
| Hallesches Tor        |                | 18 febbraio 1902               | in superficie | No                  |
| Hallesches Tor        |                | 30 gennaio 1923                | sotterranea   | No                  |
| Hansaplatz            |                | 28 agosto 1961                 | sotterranea   | No                  |
| Haselhorst            |                | 1º ottobre 1984                | sotterranea   | No                  |
| Hauptbahnhof          |                | 8 agosto 2009 (come linea U55) | sotterranea   | Sì                  |
| Hausvogteiplatz       |                | 1º ottobre 1908                | sotterranea   | No                  |
| Heidelberger Platz    |                | 12 ottobre 1913                | sotterranea   | Sì                  |
| Heinrich-Heine-Straße |                | 6 aprile 1928                  | sotterranea   | No                  |
| Hellersdorf           |                | 1º luglio 1989                 | in superficie | No                  |
| Hermannplatz          |                | 11 aprile 1926                 | sotterranea   | No                  |
| Hermannplatz          | 17 luglio 1927 |                                | sotterranea   | No                  |
| Hermannstraße         |                | 13 luglio 1996                 | sotterranea   | Sì                  |
| Hönow                 |                | 1º luglio 1989                 | in superficie | No                  |
| Hohenzollernplatz     |                | 12 ottobre 1913                | sotterranea   | No                  |
| Holzhauser Straße     |                | 31 maggio 1958                 | in superficie | No                  |

### I
| Stazione          | Linea | Apertura         | Ubicazione  | Interscambio S-Bahn |
| ----------------- | ----- | ---------------- | ----------- | ------------------- |
| Innsbrucker Platz |       | 1º dicembre 1910 | sotterranea | Sì                  |

### J
| Stazione                | Linea | Apertura        | Ubicazione  | Interscambio S-Bahn |
| ----------------------- | ----- | --------------- | ----------- | ------------------- |
| Jakob-Kaiser-Platz      |       | 1º ottobre 1980 | sotterranea | No                  |
| Jannowitzbrücke         |       | 18 aprile 1930  | sotterranea | Sì                  |
| Johannisthaler Chaussee |       | 2 gennaio 1970  | sotterranea | No                  |
| Jungfernheide           |       | 1º ottobre 1980 | sotterranea | Sì                  |

### K
| Stazione                     | Linea          | Apertura          | Ubicazione    | Interscambio S-Bahn |
| ---------------------------- | -------------- | ----------------- | ------------- | ------------------- |
| Kaiserdamm                   |                | 29 marzo 1908     | sotterranea   | Sì                  |
| Kaiserin-Augusta-Straße      |                | 28 febbraio 1966  | sotterranea   | No                  |
| Karl-Bonhoeffer-Nervenklinik |                | 24 settembre 1994 | sotterranea   | Sì                  |
| Karl-Marx-Straße             |                | 11 aprile 1926    | sotterranea   | No                  |
| Kaulsdorf-Nord               |                | 1º luglio 1989    | in superficie | No                  |
| Kienberg (Gärten der Welt)   |                | 1º luglio 1989    | in superficie | No                  |
| Kleistpark                   |                | 29 gennaio 1971   | sotterranea   | No                  |
| Klosterstraße                |                | 1º luglio 1913    | sotterranea   | No                  |
| Kochstraße                   |                | 30 gennaio 1923   | sotterranea   | No                  |
| Konstanzer Straße            |                | 28 aprile 1978    | sotterranea   | No                  |
| Kottbusser Tor               |                | 18 febbraio 1902  | in superficie | No                  |
| Kottbusser Tor               |                | 18 febbraio 1902  | in superficie | No                  |
| Kottbusser Tor               |                | 12 febbraio 1928  | sotterranea   | No                  |
| Krumme Lanke                 |                | 22 dicembre 1929  | in superficie | No                  |
| Kurfürstendamm               |                | 2 settembre 1961  | sotterranea   | No                  |
| Kurfürstendamm               | 28 agosto 1961 |                   | sotterranea   | No                  |
| Kurfürstenstraße             |                | 26 ottobre 1926   | sotterranea   | No                  |
| Kurfürstenstraße             |                | 26 ottobre 1926   | sotterranea   | No                  |
| Kurt-Schumacher-Platz        |                | 3 maggio 1956     | sotterranea   | No                  |

### L
| Stazione           | Linea          | Apertura          | Ubicazione    | Interscambio S-Bahn |
| ------------------ | -------------- | ----------------- | ------------- | ------------------- |
| Leinestraße        |                | 4 agosto 1929     | sotterranea   | No                  |
| Leopoldplatz       |                | 8 marzo 1923      | sotterranea   | No                  |
| Leopoldplatz       | 28 agosto 1961 |                   | sotterranea   | No                  |
| Lichtenberg        |                | 21 dicembre 1930  | sotterranea   | Sì                  |
| Lindauer Allee     |                | 24 settembre 1994 | sotterranea   | No                  |
| Lipschitzallee     |                | 2 gennaio 1970    | sotterranea   | No                  |
| Louis-Lewin-Straße |                | 1º luglio 1989    | in superficie | No                  |

### M
| Stazione                   | Linea | Apertura         | Ubicazione    | Interscambio S-Bahn |
| -------------------------- | ----- | ---------------- | ------------- | ------------------- |
| Magdalenenstraße           |       | 21 dicembre 1930 | sotterranea   | No                  |
| Märkisches Museum          |       | 1º luglio 1913   | sotterranea   | No                  |
| Mehringdamm                |       | 7 aprile 1924    | sotterranea   | No                  |
| Mehringdamm                |       | 7 aprile 1924    | sotterranea   | No                  |
| Mendelssohn-Bartholdy-Park |       | 2 ottobre 1998   | in superficie | No                  |
| Mierendorffplatz           |       | 1º ottobre 1980  | sotterranea   | No                  |
| Möckernbrücke              |       | 18 febbraio 1902 | in superficie | No                  |
| Möckernbrücke              |       | 18 febbraio 1902 | in superficie | No                  |
| Möckernbrücke              |       | 28 febbraio 1966 | sotterranea   | No                  |
| Mohrenstraße               |       | 1º ottobre 1908  | sotterranea   | No                  |
| Moritzplatz                |       | 6 aprile 1928    | sotterranea   | No                  |
| Museumsinsel               |       | 9 luglio 2021    | sotterranea   | No                  |

### N
| Stazione           | Linea | Apertura         | Ubicazione    | Interscambio S-Bahn |
| ------------------ | ----- | ---------------- | ------------- | ------------------- |
| Naturkundemuseum   |       | 30 gennaio 1923  | sotterranea   | No                  |
| Nauener Platz      |       | 30 aprile 1976   | sotterranea   | No                  |
| Neu-Westend        |       | 20 maggio 1922   | sotterranea   | No                  |
| Neukölln (Südring) |       | 21 dicembre 1930 | sotterranea   | Sì                  |
| Nollendorfplatz    |       | 11 marzo 1992    | in superficie | No                  |
| Nollendorfplatz    |       | 26 ottobre 1926  | sotterranea   | No                  |
| Nollendorfplatz    |       | 26 ottobre 1926  | sotterranea   | No                  |
| Nollendorfplatz    |       | 26 ottobre 1926  | sotterranea   | No                  |

### O
| Stazione          | Linea          | Apertura         | Ubicazione                  | Interscambio S-Bahn |
| ----------------- | -------------- | ---------------- | --------------------------- | ------------------- |
| Olympia-Stadion   |                | 8 giugno 1913    | in superficie               | No                  |
| Onkel Toms Hütte  |                | 22 dicembre 1929 | sotterranea / in superficie | No                  |
| Oranienburger Tor |                | 30 gennaio 1923  | sotterranea                 | No                  |
| Oskar-Helene-Heim |                | 22 dicembre 1929 | in superficie               | No                  |
| Osloer Straße     |                | 5 ottobre 1977   | sotterranea                 | No                  |
| Osloer Straße     | 30 aprile 1976 |                  | sotterranea                 | No                  |
| Otisstraße        |                | 31 maggio 1958   | in superficie               | No                  |

### P
| Stazione             | Linea | Apertura          | Ubicazione    | Interscambio S-Bahn |
| -------------------- | ----- | ----------------- | ------------- | ------------------- |
| Pankow               |       | 16 agosto 2000    | sotterranea   | Sì                  |
| Pankstraße           |       | 5 ottobre 1977    | sotterranea   | No                  |
| Paracelsus-Bad       |       | 30 aprile 1987    | sotterranea   | No                  |
| Paradestraße         |       | 10 settembre 1927 | sotterranea   | No                  |
| Parchimer Allee      |       | 28 settembre 1963 | sotterranea   | No                  |
| Paulsternstraße      |       | 1º ottobre 1984   | sotterranea   | No                  |
| Platz der Luftbrücke |       | 14 febbraio 1926  | sotterranea   | No                  |
| Podbielskiallee      |       | 12 ottobre 1913   | in superficie | No                  |
| Potsdamer Platz      |       | 18 febbraio 1907  | sotterranea   | Sì                  |
| Prinzenstraße        |       | 18 agosto 1902    | in superficie | No                  |
| Prinzenstraße        |       | 18 agosto 1902    | in superficie | No                  |

### R
| Stazione               | Linea | Apertura          | Ubicazione    | Interscambio S-Bahn |
| ---------------------- | ----- | ----------------- | ------------- | ------------------- |
| Rathaus Neukölln       |       | 11 aprile 1926    | sotterranea   | No                  |
| Rathaus Reinickendorf  |       | 24 settembre 1994 | sotterranea   | No                  |
| Rathaus Schöneberg     |       | 1º dicembre 1910  | in superficie | No                  |
| Rathaus Spandau        |       | 1º ottobre 1984   | sotterranea   | Sì                  |
| Rathaus Steglitz       |       | 30 settembre 1974 | sotterranea   | Sì                  |
| Rehberge               |       | 3 maggio 1956     | sotterranea   | No                  |
| Reinickendorfer Straße |       | 8 marzo 1923      | sotterranea   | No                  |
| Residenzstraße         |       | 27 aprile 1987    | sotterranea   | No                  |
| Richard-Wagner-Platz   |       | 14 maggio 1978    | sotterranea   | No                  |
| Rohrdamm               |       | 1º ottobre 1980   | sotterranea   | No                  |
| Rosa-Luxemburg-Platz   |       | 27 luglio 1913    | sotterranea   | No                  |
| Rosenthaler Platz      |       | 18 aprile 1930    | sotterranea   | No                  |
| Rotes Rathaus          |       | 4 dicembre 2020   | sotterranea   | No                  |
| Rüdesheimer Platz      |       | 12 ottobre 1913   | sotterranea   | No                  |
| Rudow                  |       | 1º luglio 1972    | sotterranea   | No                  |
| Ruhleben               |       | 22 dicembre 1929  | in superficie | No                  |

### S
| Stazione               | Linea           | Apertura          | Ubicazione    | Interscambio S-Bahn |
| ---------------------- | --------------- | ----------------- | ------------- | ------------------- |
| Samariterstraße        |                 | 21 dicembre 1930  | sotterranea   | No                  |
| Scharnweberstraße      |                 | 31 maggio 1958    | in superficie | No                  |
| Schillingstraße        |                 | 21 dicembre 1930  | sotterranea   | No                  |
| Schlesisches Tor       |                 | 18 febbraio 1902  | in superficie | No                  |
| Schlesisches Tor       |                 | 18 febbraio 1902  | in superficie | No                  |
| Schloßstraße           |                 | 30 settembre 1974 | sotterranea   | No                  |
| Schönhauser Allee      |                 | 27 luglio 1913    | in superficie | Sì                  |
| Schönleinstraße        |                 | 17 luglio 1927    | sotterranea   | No                  |
| Schwartzkopffstraße    |                 | 8 marzo 1923      | sotterranea   | No                  |
| Seestraße              |                 | 8 marzo 1923      | sotterranea   | No                  |
| Senefelderplatz        |                 | 27 luglio 1913    | sotterranea   | No                  |
| Siemensdamm            |                 | 1º ottobre 1980   | sotterranea   | No                  |
| Sophie-Charlotte-Platz |                 | 29 marzo 1908     | sotterranea   | No                  |
| Spichernstraße         |                 | 2 giugno 1959     | sotterranea   | No                  |
| Spichernstraße         | 28 agosto 1961  |                   | sotterranea   | No                  |
| Spittelmarkt           |                 | 1º ottobre 1908   | sotterranea   | No                  |
| Stadtmitte             |                 | 1º ottobre 1908   | sotterranea   | No                  |
| Stadtmitte             | 30 gennaio 1923 |                   | sotterranea   | No                  |
| Strausberger Platz     |                 | 21 dicembre 1930  | sotterranea   | No                  |
| Südstern               |                 | 14 dicembre 1924  | sotterranea   | No                  |

### T
| Stazione            | Linea | Apertura         | Ubicazione  | Interscambio S-Bahn |
| ------------------- | ----- | ---------------- | ----------- | ------------------- |
| Tempelhof (Südring) |       | 22 dicembre 1929 | sotterranea | Sì                  |
| Theodor-Heuss-Platz |       | 29 marzo 1908    | sotterranea | No                  |
| Tierpark            |       | 25 giugno 1973   | sotterranea | No                  |
| Turmstraße          |       | 28 agosto 1961   | sotterranea | No                  |

### U
| Stazione         | Linea | Apertura         | Ubicazione  | Interscambio S-Bahn |
| ---------------- | ----- | ---------------- | ----------- | ------------------- |
| Uhlandstraße     |       | 12 ottobre 1913  | sotterranea | No                  |
| Ullsteinstraße   |       | 28 febbraio 1966 | sotterranea | No                  |
| Unter den Linden |       | 4 dicembre 2020  | sotterranea | No                  |
| Unter den Linden |       | 4 dicembre 2020  | sotterranea | No                  |

### V
| Stazione             | Linea | Apertura         | Ubicazione  | Interscambio S-Bahn |
| -------------------- | ----- | ---------------- | ----------- | ------------------- |
| Viktoria-Luise-Platz |       | 1º dicembre 1910 | sotterranea | No                  |
| Vinetastraße         |       | 29 giugno 1930   | sotterranea | No                  |
| Voltastraße          |       | 18 aprile 1930   | sotterranea | No                  |

### W
| Stazione                | Linea | Apertura          | Ubicazione    | Interscambio S-Bahn |
| ----------------------- | ----- | ----------------- | ------------- | ------------------- |
| Walther-Schreiber-Platz |       | 29 gennaio 1971   | sotterranea   | No                  |
| Warschauer Straße       |       | 17 agosto 1902    | in superficie | Sì                  |
| Warschauer Straße       |       | 17 agosto 1902    | in superficie | Sì                  |
| Weberwiese              |       | 21 dicembre 1930  | sotterranea   | No                  |
| Wedding                 |       | 8 marzo 1923      | sotterranea   | Sì                  |
| Weinmeisterstraße       |       | 18 aprile 1930    | sotterranea   | No                  |
| Westhafen               |       | 28 agosto 1961    | sotterranea   | No                  |
| Westphalweg             |       | 28 febbraio 1966  | sotterranea   | No                  |
| Wilmersdorfer Straße    |       | 28 aprile 1978    | sotterranea   | Sì                  |
| Wittenau                |       | 24 settembre 1994 | sotterranea   | Sì                  |
| Wittenbergplatz         |       | 11 marzo 1902     | sotterranea   | No                  |
| Wittenbergplatz         |       | 11 marzo 1902     | sotterranea   | No                  |
| Wittenbergplatz         |       | 11 marzo 1902     | sotterranea   | No                  |
| Wuhletal                |       | 1º luglio 1989    | in superficie | Sì                  |
| Wutzkyallee             |       | 2 gennaio 1970    | sotterranea   | No                  |

### Y
| Stazione    | Linea | Apertura        | Ubicazione  | Interscambio S-Bahn |
| ----------- | ----- | --------------- | ----------- | ------------------- |
| Yorckstraße |       | 29 gennaio 1971 | sotterranea | Sì                  |

### Z
| Stazione            | Linea          | Apertura        | Ubicazione  | Interscambio S-Bahn |
| ------------------- | -------------- | --------------- | ----------- | ------------------- |
| Zitadelle           |                | 1º ottobre 1984 | sotterranea | No                  |
| Zoologischer Garten |                | 11 marzo 1902   | sotterranea | Sì                  |
| Zoologischer Garten | 28 agosto 1961 |                 | sotterranea | Sì                  |
| Zwickauer Damm      |                | 2 gennaio 1970  | sotterranea | No                  |